# Tornade
Vous lisez un « article de qualité » labellisé en 2006.
Pour les articles homonymes, voir Tornade (homonymie).
Ne doit pas être confondu avec Tourbillon de poussière, Trombe marine ou Rafale descendante.
Une tornade (de l'espagnol tornado, dérivé du verbe tornar, tourner) est un tourbillon de vents extrêmement violents, prenant naissance à la base d'un nuage d'orage (cumulonimbus) lorsque les conditions de cisaillement des vents sont favorables dans la basse atmosphère. De très faibles tornades peuvent également se développer sous des nuages d'averses (cumulus congestus).
Ce phénomène météorologique a un pouvoir destructeur supérieur à celui d'un cyclone tropical au mètre carré, mais est de durée et d'étendue limitées : il concerne un corridor de quelques centaines de mètres de large sur quelques kilomètres de long. Certaines tornades ont engendré les vents les plus forts signalés à la surface du globe. Elles tuent chaque année de 300 à 400 personnes (selon une estimation de l'Organisation météorologique mondiale), dont 150 aux États-Unis.

## Appellation et abus de langage
Les tornades, faibles ou fortes, ont des caractéristiques propres et sont jugées par leur intensité (Échelle de Fujita), non par leur dimension. C'est pourquoi l'expression « mini-tornade », souvent employée dans les médias, est à proscrire. Il s'agit le plus souvent en effet d'un terme fourre-tout qui est utilisé pour décrire tout dommage par le vent et très localisé, sans tenir compte du mécanisme causal. Il confond le plus souvent des phénomènes aussi différents que des rafales descendantes et fronts de rafales sous et à l'avant d'orages, des grands vents synoptiques et de faibles tornades.

## Description du phénomène

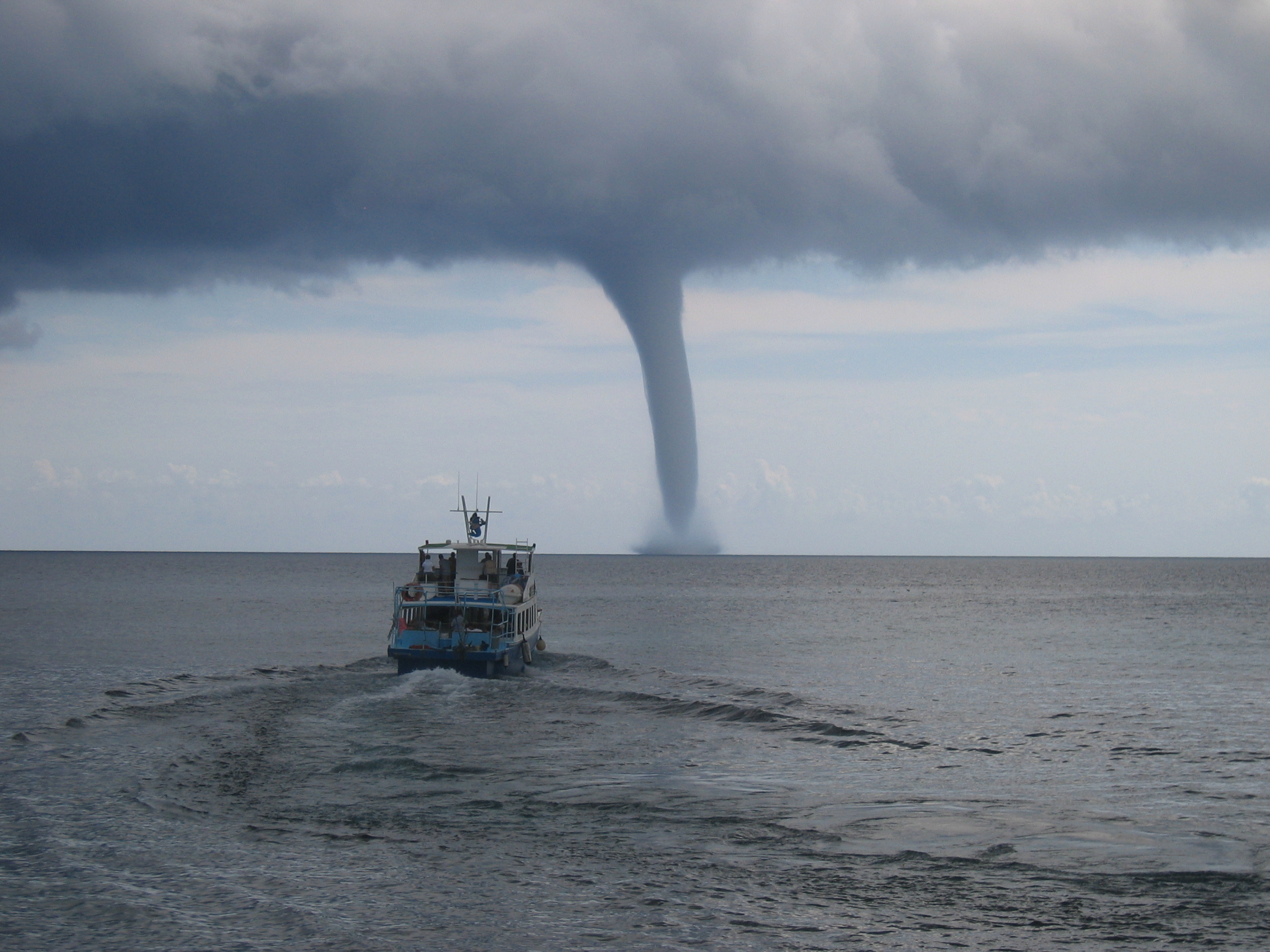
Photo d'une trombe marine.

Les tornades ont depuis longtemps défrayé la chronique et certaines ont été retenues par l'Histoire, même avant d'être appelées de ce nom. Par exemple, Grégoire de Tours décrit un événement survenu dans la vallée de la Loire au VIe siècle qui semble correspondre au phénomène : « le vent du midi souffla sur le pays avec tant de violence qu’il renversa les forêts, abattit les maisons, arracha les haies, et fit périr des hommes même enlevés dans un tourbillon qui parcourut en largeur un espace de près de sept arpents. On n’a pu savoir ni estimer jusqu’où s’était prolongé son passage ».
Une tornade est un tourbillon de vent isolé prenant la forme d'un entonnoir sortant d'un nuage convectif, le plus souvent un cumulonimbus, et dont la pointe est tournée vers la surface terrestre. Lorsque la seule condensation suffit à le rendre visible, ce qui n'est pas toujours le cas, pareil tourbillon prend le nom de tuba. En touchant la surface terrestre il prend l'aspect d'une colonne d'orientation à peu près verticale, mais souple et mobile horizontalement. Celle-ci, en balayant la terre ferme ou l'eau, soulève sur son passage toutes sortes d'éléments solides ou liquides qu'elle entraîne à sa base en une excroissance bouillonnante, appelée le buisson de la trombe et constituée soit par une nuée de gouttelettes au-dessus de la mer, soit par des poussières, du sable et une multitude de débris au-dessus du sol.

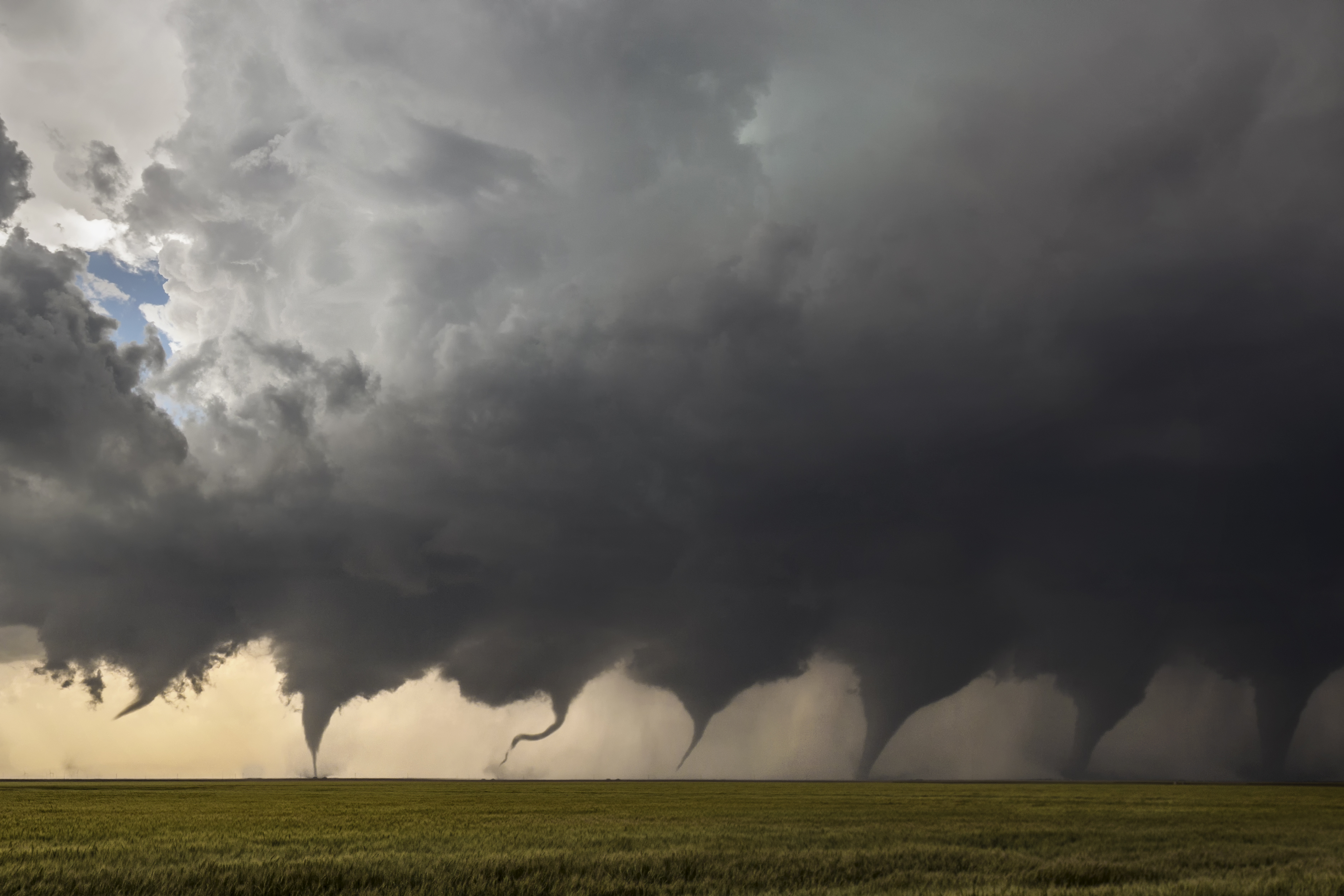
Image composée de l'évolution de l'entonnoir nuageux à Minneola (Kansas), mai 2016.

On parle de tornade si l'air en rotation entre en contact avec la terre ferme ; lorsque le phénomène ne touche pas le sol, on parle simplement d'un entonnoir nuageux. Lors d'un contact sur l'eau plutôt que sur le sol, on parle alors de trombe marine. Lorsque l'on observe des trombes marines se former en l'absence de nuages de convection atmosphérique, il s'agit d'un phénomène similaire à un tourbillon de poussière sur la terre ferme.
La tornade se développe près du courant aérien ascendant de l'orage se trouvant dans un environnement où les vents dans les premiers kilomètres de l'atmosphère changent non seulement de force, mais également de direction avec l'altitude. Les orages supercellulaires sont le plus souvent associés à des tornades en raison de la configuration particulièrement bien cisaillée des vents autour de ces derniers. Cependant, les vents descendants de lignes de grains ou les fronts de rafales entre les cellules d'orages multicellulaires peuvent aussi interagir pour en produire. Il arrive même parfois que de faibles tornades se développent dans le courant ascendant d'un cumulus bourgeonnant,. Les cyclones tropicaux, où l'on retrouve des orages, sont également accompagnés de tornades lorsqu'ils entrent sur terre.
La vitesse de déplacement d'une tornade qui touche le sol est très variable mais peut atteindre 100 kilomètres par heure. L’entonnoir se déplace généralement du sud-ouest vers le nord-est (hémisphère nord), mais il peut changer de direction de façon soudaine avec une forte sinuosité.

### Pression atmosphérique
La pression dans le cœur peut être inférieure de 10 % à celle de l'atmosphère environnante (à peu près la même différence qu'entre la pression au niveau de la mer et à une altitude de 1 000 mètres). Cette différence de pression est insuffisante pour créer des dommages importants à la plupart des immeubles ou pour soulever des objets lourds. Ce sont les vents qui précèdent le tourbillon qui causent en fait les effets mentionnés dans la section sur les dégâts.

### Sens de rotation
Le mouvement de l'air dans un système en rotation est une balance entre diverses forces. Selon le second principe de Newton exprimé dans les équations primitives atmosphériques, on additionne ces forces pour connaître la force totale qui s'exerce sur le fluide :
La partie de gauche de l'équation est l'accélération que subit la parcelle d'air. À droite on retrouve la force de Coriolis, la variation de pression dans le système, la gravité, la force centrifuge et la friction. Dans un système météorologique à grande échelle, comme une dépression, la différence de pression commence le mouvement de l'air des hautes vers les basses pressions. Ce mouvement sera relativement lent et la force de Coriolis pourra dévier l'air vers la direction des Pôles pour donner le vent dans l'atmosphère libre. La friction agit près du sol pour dévier un peu plus l'air vers le centre de la basse pression et donner le vent réel. La force centrifuge, {\displaystyle {{\vec {V}}^{2}}/{R_{c}}}, est négligeable car le rayon ({\displaystyle R}) d'un tel système est très grand et la gravité s'exerce vers le bas. Tout ceci donne un sens de rotation bien spécifique selon l'hémisphère, par exemple le sens anti-horaire dans l'hémisphère nord.
Au sein même de la tornade, la balance des forces s'effectue cependant entre la pression atmosphérique et la force centrifuge. En effet, le diamètre et la durée de formation d'une tornade sont de plusieurs ordres de grandeur inférieurs à ceux nécessaires pour que la force de Coriolis ait le temps de s'exercer. Parce que cette dernière n'est pas impliquée, seule la direction aléatoire initiale du déplacement de l'air détermine le sens de rotation.

#### Tornade cyclonique

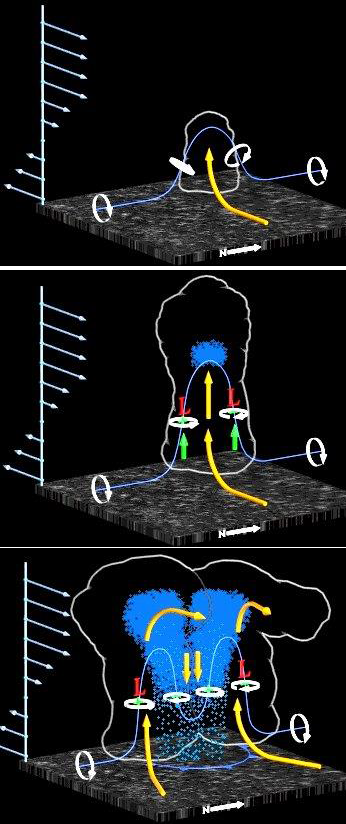
Basculement du vortex par le courant ascendant et division de la cellule.

Comme il est démontré plus loin dans la section « Création de la tornade », le vortex est d'abord une rotation horizontale de l'air, causée par le cisaillement des vents avec l'altitude. Celui-ci sera ensuite incliné verticalement par le courant ascendant sous l'orage. Malgré le fait que la force de Coriolis n'influence pas la rotation, les vents dans une tornade sont presque toujours cycloniques, sens anti-horaire dans l'hémisphère nord. En effet, la rotation provient des vents de large échelle (synoptique) qui eux sont soumis à cette force, comme expliqué antérieurement.

#### Tornade anticyclonique
Toutefois, une minorité significative de tornades tournent en sens contraire, sens horaire dans l'hémisphère nord et anti-horaire dans l'hémisphère sud. Il est estimé qu'environ 1 à 2 % des trombes aux États-Unis tournent dans ce sens et que dans la plupart des cas, elles sont de faible diamètre et intensité.
Cela est généralement dû à la friction s'exerçant près du sol par le relief et par l'interaction des vents ambiants avec le front de rafales sortant de l'orage. Ces deux phénomènes peuvent orienter le début de la rotation et le sens du cisaillement vertical. Ces tornades anticycloniques se rencontrent généralement comme une tornade satellite sous un orage supercellulaire (proviennant du même mésocyclone qui donne la tornade principale), avec les cyclones tropicaux et avec les grains en arc,.
Les tornades anticycloniques se produisent également sous la cellule de gauche lorsqu'un orage supercellulaire se divise en deux, comme sur l'image de droite. Dans ce cas, c'est la partie descendante du tube de rotation qui forme le mésocyclone et sa rotation est inversée par rapport au vortex ascendant de la cellule-mère. Bien que le phénomène soit connu théoriquement depuis longtemps, le premier cas confirmé par radar s'est produit le 4 mai 1998 à Sunnyvale, Californe, le 4 mai 1998. C'est un WSR-88D du service météorologique des États-Unis qui a capturé ces données sur une tornade d'intensité F-2 de l'échelle de Fujita.

### Vortex
Le vortex a généralement (mais pas toujours) la forme d'un nuage en entonnoir (le tuba) qui s'étend parfois jusqu'à terre. Ce tuba ne se forme que si la chute de pression dans le cœur dépasse une valeur critique, qui est fonction de la température et de l'humidité relative de l'air entrant.
Quand l'air pénètre dans la zone de basse pression, il se dilate et se refroidit. S'il se refroidit suffisamment, la vapeur d'eau qu'il contient se condense en gouttelettes. Plus l'air entrant est chaud et sec, plus la chute de pression doit être grande pour que la condensation puisse avoir lieu et que le tuba se forme. Parfois le tuba de condensation ne se constitue pas et l'on ne devine la présence de la tornade que par la poussière et les débris (formant une collerette appelée « buisson ») qu'elle emporte.
Le tuba mesure de quelques dizaines de mètres à plusieurs kilomètres de long et, au point de contact avec le nuage générateur, son diamètre est compris entre quelques mètres et quelques centaines de mètres. Généralement il a une forme conique, mais les tornades très fortes engendrent des colonnes cylindriques courtes et larges. On distingue aussi, assez souvent, de longs tubes qui ressemblent à des cordes et qui serpentent horizontalement.
Au cours de la brève existence d'une tornade (jamais plus de quelques heures), la taille et la forme du tuba peuvent beaucoup changer et refléter les variations d'intensité des vents ou des propriétés de l'air entrant. La couleur du tuba varie du blanc sale au gris et même au gris bleu foncé lorsqu'il est constitué principalement de gouttelettes d'eau ; quand le cœur se remplit de poussière, le tuba prend une teinte originale, comme la couleur rouge de l'argile de certaines régions. Les tornades peuvent aussi être bruyantes, tel un rugissement parfois. Ce rugissement résulte de l'interaction turbulente des vents violents avec le sol.

### Distribution mondiale

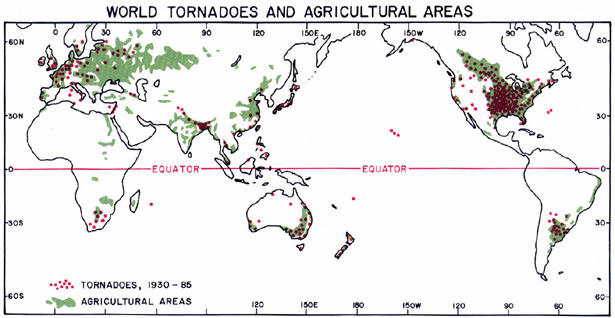
Distribution mondiale des tornades (points rouges) et des zones agricoles (vert) (Source: NOAA)

Les tornades se produisent dans de nombreuses régions du monde. Il existe une corrélation entre la localisation des zones agricoles et l'occurrence de tornades. Elles sont également plus nombreuses dans certaines zones au climat subtropical humide. Étant donné que l'humidité est un facteur important de développement des orages violents qui causent les tornades, cette relation se comprend aisément. Cependant, elles ne se produisent que là où les conditions de cisaillement des vents sont favorables ce qui veut dire que les plus puissantes ne sont pas nécessairement dans les milieux les plus humides. Les zones rurales, autant que les villes, peuvent subir ce phénomène. Les États-Unis subissent le plus grand nombre de tornades et elles ont tendance à y avoir une très forte intensité. De 800 à 1 300 tornades sont observées chaque année dans ce pays et une vingtaine atteignent le degré F4 ou F5,,. Selon une étude publiée en 2014, 500 de ces tornades causent des dommages importants et cette valeur reste stable mais le nombre de jours où une tornade est signalé tend à diminuer, alors que le nombre de jours avec un grand nombre de tornades augmente.
La plus grande densité absolue de tornades au monde se trouve en Floride, bien que celles-ci soient généralement de faible à moyenne intensité. Cependant, la zone la plus active est la région du bassin du fleuve Mississippi et des Grandes Plaines. Les tornades y sont en général très puissantes. Les États du Texas, de l'Oklahoma, du Kansas et du Nebraska ont d'ailleurs acquis le surnom de Tornado Alley avec un tiers des tornades aux États-Unis.
Cette zone est particulièrement exposée parce que l'air chaud et humide du golfe du Mexique, près du sol, y rencontre de l'air sec et frais en altitude venant des montagnes Rocheuses et du Canada. Le tout donne naissance (voir Explication du phénomène, ci-dessous) à des orages violents comprenant une circulation mésocyclonique. Cette zone s'étend en fait jusqu'aux Prairies canadiennes.
D'autres régions du monde rapportent fréquemment des tornades, celles-ci comprennent : le sud de l'Afrique ; certaines portions de l'Argentine, du Paraguay et du sud du Brésil ; la grande plaine du nord de l'Europe, notamment en Allemagne et en Pologne ; l'Australie et la Nouvelle-Zélande et le delta du Gange,. Sur l'image de droite, le lecteur peut voir cette distribution ainsi que sa relation avec les zones agricoles et donc avec la disponibilité d'humidité.
Dans les climats favorables mentionnés antérieurement, on retrouve certaines grandes villes qui rapportent un bon nombre de tornades dans leur région métropolitaine. On peut citer surtout Miami, Oklahoma City, Dallas et Chicago aux États-Unis ainsi que Dhâkâ en Asie. Dans une moindre mesure, il y a Barcelone, Londres et l'aire urbaine d'Amsterdam en Europe. Les villes ne sont cependant pas plus touchées que les zones rurales mais certains micro-climats et effets locaux peuvent favoriser les tornades.
Le nombre et la densité rapportés des tornades sont cependant biaisés par trois facteurs :
- La densité de population dans une zone très propice à ce phénomène qui rend non seulement la détection plus facile mais également la poursuite des entonnoirs. Par exemple, il y existe de nombreux chasseurs de tornades aux États-Unis mais très peu ailleurs. Autre exemple, 80 à 100 tornades par an sont recensées au Canada mais de larges portions du pays sont peu peuplées et le nombre est probablement plus grand ;
- La prévalence des orages violents par rapport à d'autres phénomènes météorologiques dans une région. Les tempêtes de neige, de vents ou les cyclones tropicaux ont beaucoup plus d'impact dans la majeure partie du monde et les tornades peuvent être sous signalées ou confondues avec une tempête de vent ;
- Les communications jouent également un très grand rôle dans le rapport des événements violents. L'Afrique et une partie de l'Asie ont ainsi très peu de signalements mais par exemple, le Bangladesh subit des tornades aussi importantes et en aussi grande densité que les États-Unis. De plus, elles provoquent le plus grand nombre de décès mondial chaque année (179 contre 150 aux États-Unis), mais elles sont beaucoup moins médiatisées[22],[23].

### Climatologie
Une tornade peut survenir à tout moment mais elles sont plus fréquentes à la fin du printemps et en été. Par exemple, aux États-Unis, 54 % des tornades ont lieu au printemps et 27 % en été. Ces taux sont reliés aux conditions nécessaires à la formation d'orages violents et varient donc selon le lieu. Globalement l'occurrence maximale de tornades se déplace des régions plus près de l'équateur vers celles polaires avec le réchauffement et l'apport d'humidité saisonniers.
En Amérique du Nord, elles sont ainsi plus fréquentes en mai au sud de la Tornado Alley, au début de l'été autour des Grands Lacs et en juillet-août dans le sud du Québec. La même variabilité se retrouve partout, dont en France où elles sont rares mais existent. Selon une étude de Jean Dessens du laboratoire d'aérologie de l'Université Paul-Sabatier et de John T. Snow du département des sciences de la Terre et de l'atmosphère de l'Université Purdue (États-Unis), de 1680 à 1988 on a répertorié 107 trombes de classes F2 et plus dans l'échelle de Fujita en France, surtout de juin à août, de 16 h à 19 h TU. Le risque est plus élevé dans le quart nord-ouest de la France (comme ce cas du 3 août 2008 dans la région de Maubeuge qui fit 3 morts et 9 blessés), et dans une zone plus restreinte près de la côte méditerranéenne. En moyenne deux tornades de ce type chaque année et le risque en un point du territoire français est environ 15 fois plus faible que dans les grandes plaines des États-Unis.
Les tornades faibles sont plus fréquentes. Elles surviennent surtout par exemple dans les zones côtières en France en saison froide (novembre à mars), et dans l'intérieur du pays en saison chaude (avril - octobre), souvent quand de l'air maritime atlantique à moyenne altitude recouvre une couche de surface d'origine méditerranéenne. L'instabilité dans la couche de surface se développe pendant le passage de l'air au-dessus du sud de la France. Des études de cas suggèrent que les trombes ne se forment que si l'instabilité dans la couche de surface est encore augmentée par un réchauffement et une humidification localisés. La formation d'une dépression secondaire sur ou à proximité d'un front froid en provenance de l'ouest constitue une condition favorable supplémentaire au déclenchement d'orages à tornades. Ces conditions sont similaires à celles décrites dans la section formation et peuvent être étendues à plusieurs pays de l'Europe de l'Ouest.

### Tendances

Décompte annuel américain des tornades confirmées. La hausse du nombre en 1990 coïncide avec l'introduction du radar météorologique Doppler ce qui peut avoir introduit un biais.

Les tendances sont difficiles à mesurer car il faut une trentaine d’années pour les établir en climatologie et les tornades, même si elles sont impressionnantes, ne sont que des événements très localisés qui sont peu rapportées dans une partie du monde et les registres complets ne datent souvent que de quelques décennies dans d'autres. Il existe aussi plusieurs échelles d'estimation de leur intensité comme l'échelle de Fujita qui date que des années 1970, de Fujita améliorée de 2007, de TORRO, etc. ayant des critères différents qui prêtent à interprétation par les enquêteurs. Finalement, les événements antérieurs à ces échelles sont évalués à posteriori avec des informations historiques incomplètes et le nombre de tornades varie naturellement selon les années,.
Des changements cependant sont attendus en raison d’une atmosphère rendue plus chaude, plus humide et turbulente par les activités humaines. Ceci commence en 2019 à apparaître : l'intensité des tornades n’a pas changé (certaines statistiques suggèrent des changements pour certaines catégories de tornades, mais peut-être à cause de biais dans le signalement des tornades depuis les années 1970 avec le développement des communications), mais par contre leur fréquence augmente.
La géographie des régions touchées semble également évoluer : déplacement vers des zones plus peuplées suggéré pour les zones de genèse de tornades aux États-Unis. Il y a ainsi dans ce pays moins de jours par an avec au moins une tornade, mais beaucoup plus de jours avec beaucoup de tornades (jusqu’à 20 ou 30 jours/an), ce qui montre que les contextes météorologiques propices à la survenue de séries rapprochées de tornades deviennent plus fréquents et qui rend l'organisation des secours plus difficile. Ainsi en mai 2019, en 11 jours, il y a eu au moins huit tornades par jour aux États-Unis. Selon Michael Tippett (spécialiste de la variabilité des systèmes climatique à l'université Columbia), c'est un record, sans que l'on puisse cependant affirmer un lien direct avec le changement climatique.
Munich Re, l'un des plus gros réassureurs du monde a constaté depuis 40 ans une hausse des dommages causés par les tornades et les orages violents passant en termes de coûts « d'une moyenne inférieure à 2 milliards de dollars dans les années 1980 à 22 milliards de dollars en 2016 ». Mark Bove, météorologue chez Munich Re a alerté en 2017 le secteur des assurances en rappelant qu'« une augmentation de la chaleur et de l'humidité dues au réchauffement de notre climat augmenterait le nombre de jours par an favorables aux orages et aux risques associés, y compris les tornades ». Il recommande de construire des bâtiments plus résistants au vent, et - dans les zones à risque - de construire des abris anti-tempête et d'apprendre à la population à mieux se protéger.
Une hypothèse non démontrée est que le réchauffement climatique pourrait atténuer le contraste thermique entre les pôles et l'équateur en diminuant alors les phénomènes météorologiques violents, mais le pôle sud se réchauffe moins vite que l'arctique et la zone équatoriale pourrait elle aussi se réchauffer. Respecter l'Accord de Paris sur le climat (hausse limitée à moins de 2 °C en 2100) devrait modérer l'augmentation du risque de tempêtes violentes et de tornades.

### Dégâts

Un diagramme de l'échelle de Fujita par rapport à l'échelle de Beaufort et l'échelle en nombre de Mach.

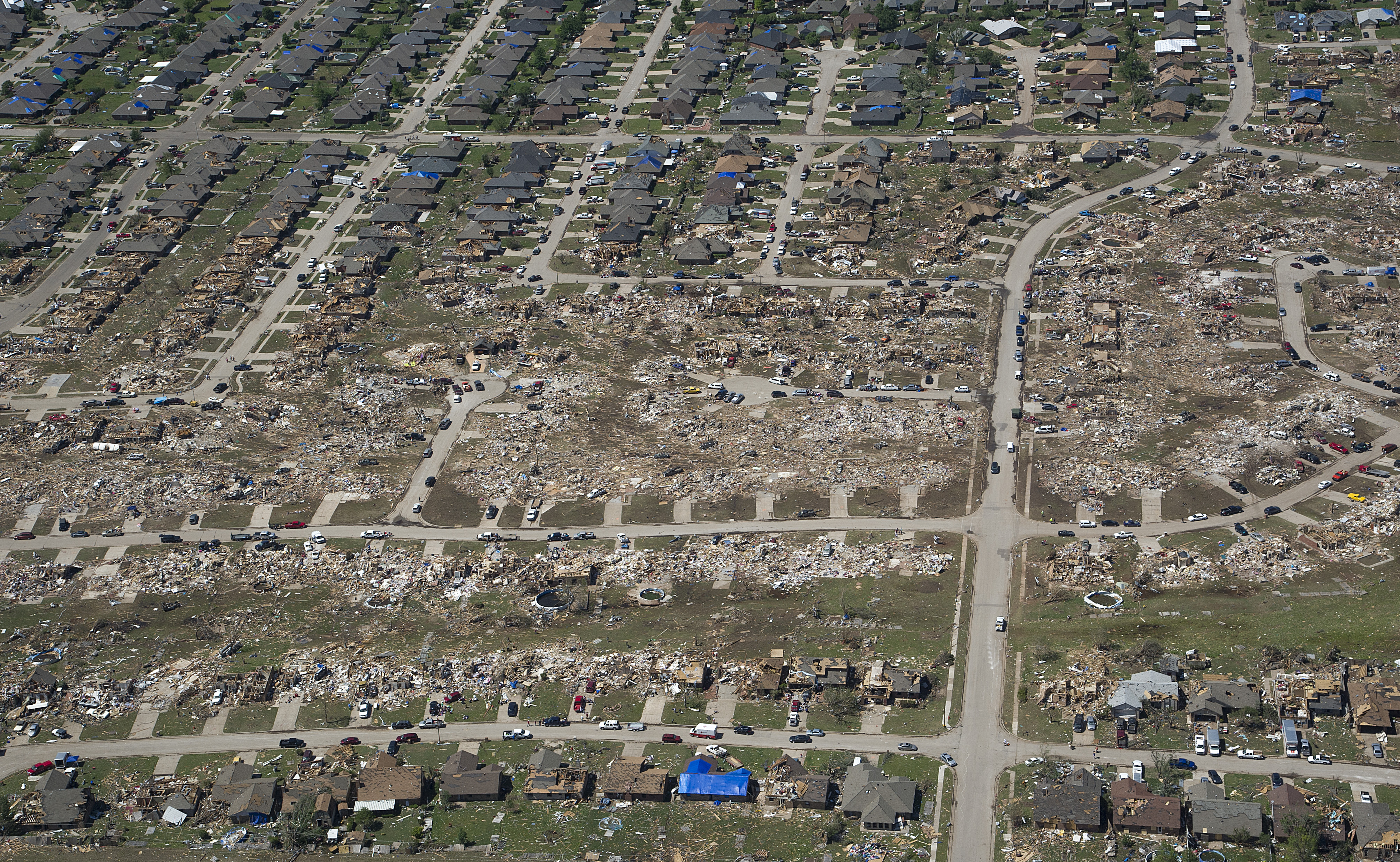
Dégâts après le passage d'une tornade. On remarque le corridor typique de débris et les maisons épargnées de chaque côté.

Contrairement à ce qu'on entend régulièrement dans les médias, une « mini-tornade » est une expression à proscrire car il s'agit d'un terme fourre-tout qui est donné pour tout dommage par le vent et très localisé. Il peut provenir autant de rafales descendantes sous orages que d'une tornade de faible intensité. L'observation de l'entonnoir nuageux est naturellement un indice important mais elle n'est pas toujours vue par les témoins car il est souvent perdu dans la pluie forte.
Il faut donc reconnaître les signes typiques laissés par le passage d'une tornade soit un corridor de dégâts où les débris montrent des torsions et sont répartis de façon plus ou moins aléatoire dans et autour du corridor, pas seulement soufflés dans la direction de passage. En effet, une tornade est formée par de l'air en rotation et en ascension, les débris retomberont dans des directions diverses, selon le flanc du tourbillon qui les a fauchés. Les arbres ou structures seront également souvent sectionnés à quelques mètres du sol dans le corridor de dommages et projetés au loin.
Selon un mythe, ce serait la différence de pression entre l'extérieur d'une maison et son intérieur qui causerait sa destruction par explosion (la pression externe étant plus faible que celle à l'intérieur de la maison). Selon ce mythe, les occupants devraient donc ouvrir les fenêtres en cas de tornade à proximité pour  permettre d'équilibrer la pression lors du passage de son entonnoir. En réalité, la différence de pression de 10 % n'est pas assez importante pour causer des dommages structurels à la majorité des immeubles. En fait, le vent et les débris brisent la vitre, entrent dans la maison, soulèvent le toit par effet de pression, et les murs devenus sans support s'effondrent. Ouvrir les fenêtres est donc inutile,.
En vérité, les dégâts dans les tornades sont dus aux facteurs suivants :
- La pression des vents à laquelle l'obstacle rencontré résiste jusqu'à son point de cassure ;
- L'effet de Bernoulli autour des obstacles qui donne une différence de pression entre le côté face au vent et celui sous le vent par différence de vitesse d'écoulement. Cette différence de pression aide à soulever les objets comme l'air passant autour d'une aile d'avion donne la portance :
  - Un véhicule est projeté.
  - La toiture d'un bâtiment est soulevée comme une voile et retombe à côté de ses supports, ce qui cause un effondrement de la structure.
- Les projectiles engendrés qui retombent et causent des dommages secondaires.

L’échelle de Fujita mesure donc la puissance des tornades lorsque les dommages sont vraiment reliés avec ce phénomène. Cette échelle est graduée de F0 (dégâts légers) à F5 (dégâts très importants), le tout tenant compte du type de construction et de sa solidité. Les tornades de force F5 s’accompagnent de vents de plus de 420 km à l’heure et sont capables d'arracher une maison en brique de ses fondations et de projeter à plusieurs centaines de mètres des véhicules ou d'autres gros objets. Bien que statistiquement les tornades de force F5 ne représentent que moins de 1 % des tornades, plus de 50 ont été dénombrées rien qu'aux États-Unis au cours du dernier demi-siècle du XXe siècle. Les morts causées par les tornades sont en général dus aux débris des édifices qui s'effondrent ou qui sont projetés vers les victimes. Il est relativement rare que la personne soit projetée elle-même par la tornade.
En 2007, le National Weather Service américain a introduit une version améliorée de l'échelle de Fujita qui décrit 28 types de dégâts que l'on peut rencontrer lors d'une tornade et donne une échelle d'intensité pour chacun de ceux-ci, ce qui aide à mieux classer la force des tornades. Cette échelle est similaire à l'originale mais les vents estimés ont été révisés selon des enquêtes plus poussées faites sur les dégâts causés par le vent à différentes structures.
| Catégorie | Vents estimés (km/h)          | Dommages                                                                | Fréquence                                        |
| --------- | ----------------------------- | ----------------------------------------------------------------------- | ------------------------------------------------ |
|           | Échelle Originale / Améliorée |                                                                         |                                                  |
| F0        | 60-120 / 105 – 137            | Dégâts légers comme bout de toiture emportée                            | 82 %                                             |
| F1        | 120-180 / 138 – 178           | Dégâts modérés comme toit emporté                                       | 11 %                                             |
| F2        | 180-250 / 179 – 218           | Dégâts importants comme maisons mobiles renversées ou détruites         | 4 %                                              |
| F3        | 250-330 / 219 – 266           | Dégâts considérables comme maisons plus solides détruites               | 1,8 %                                            |
| F4        | 330-420 / 267 – 322           | Dégâts dévastateurs auxquelles les meilleurs bâtiments ne résistent pas | 0,9 %                                            |
| F5        | 420-510 / >322                | Dévastation totale                                                      | 0,3 %                                            |
| F6 à F12  | 510 - mur du son / —          | Dégâts incommensurables                                                 | Extension théorique de l'échelle jamais observée |

Dégâts par de très fortes tornades
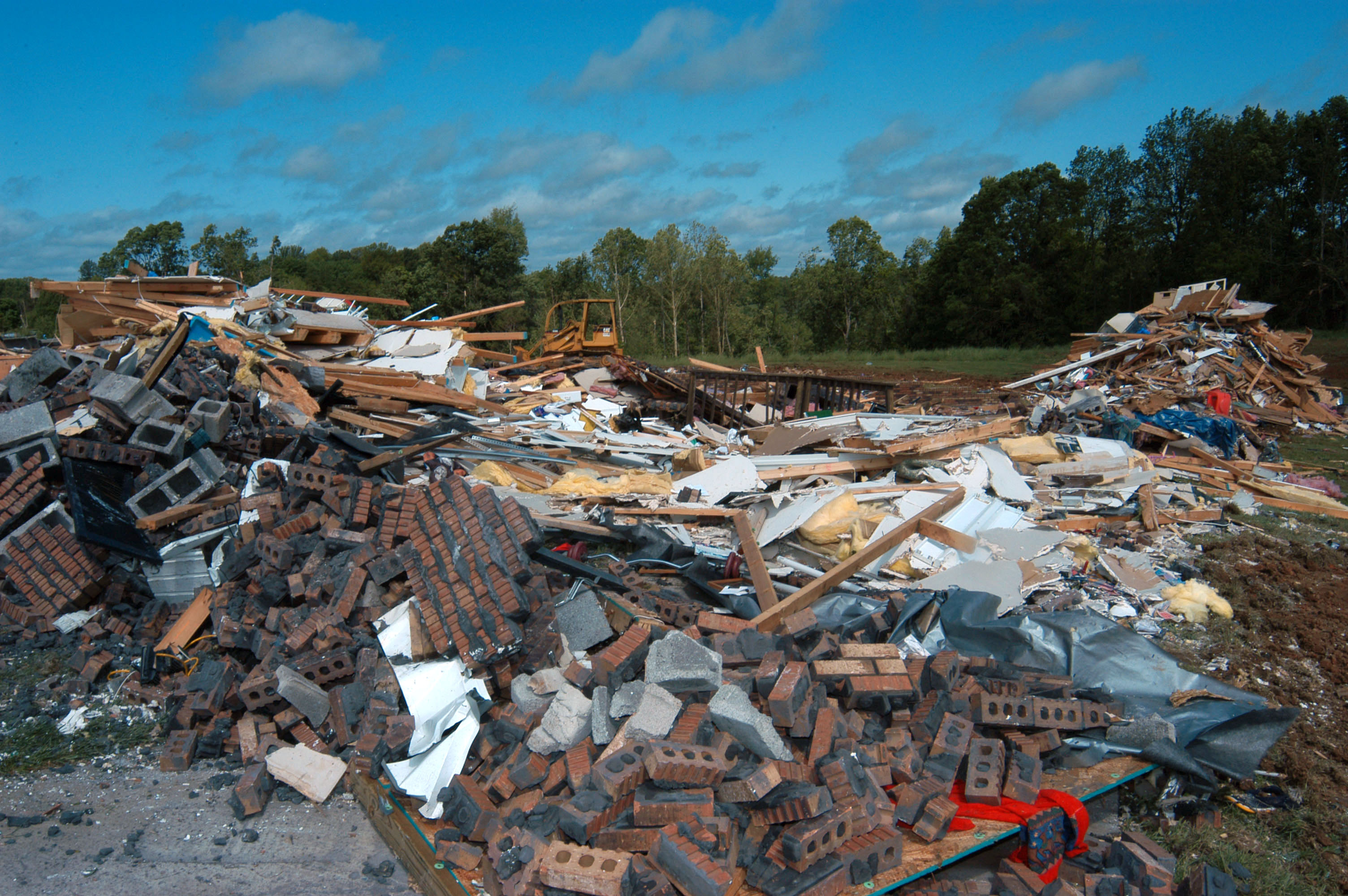
Maison détruite (Tennessee, 2003)
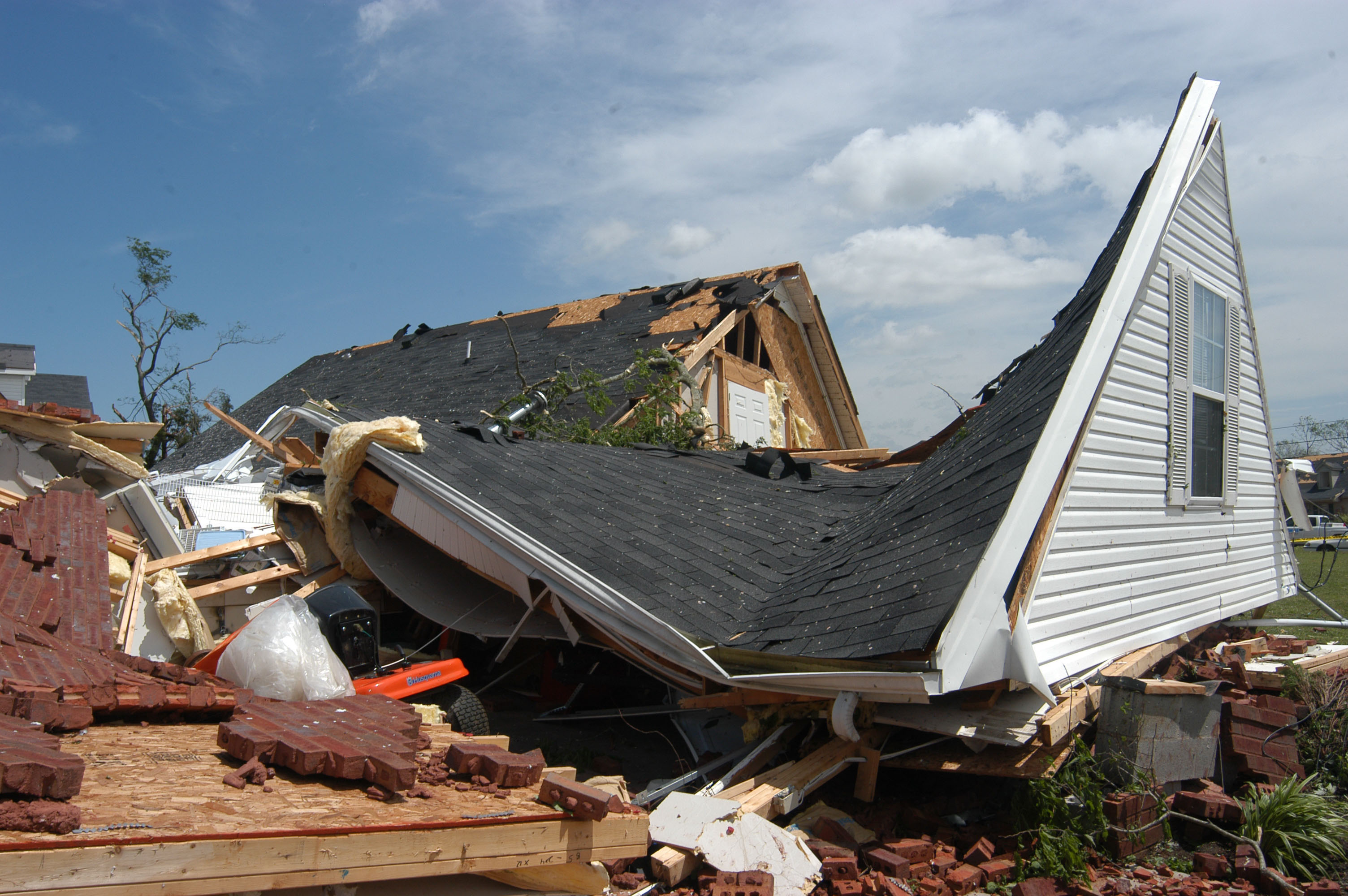
Toiture et maison détruites
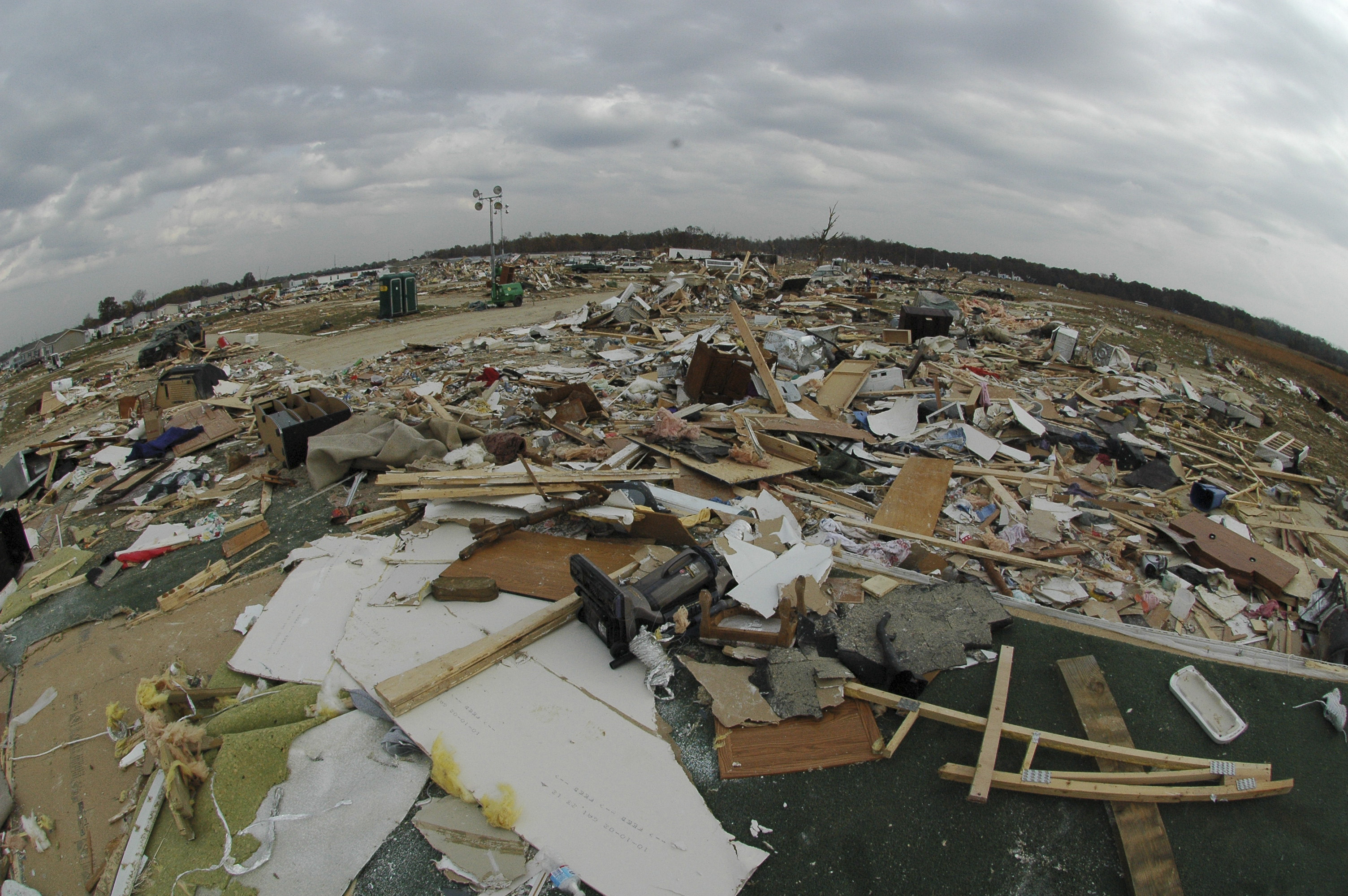
Indiana (2005)
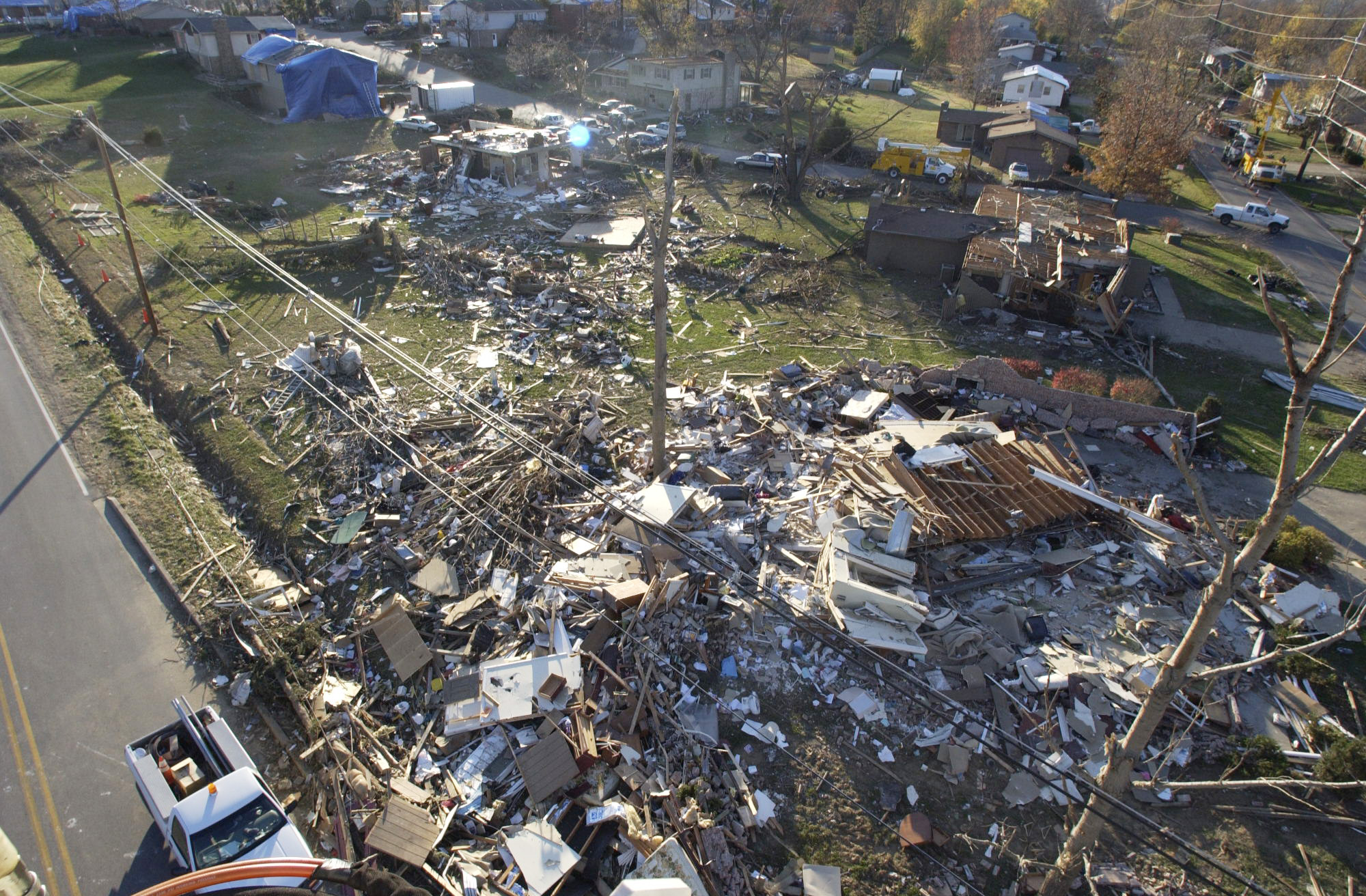
Indiana (2005)

### Extrêmes

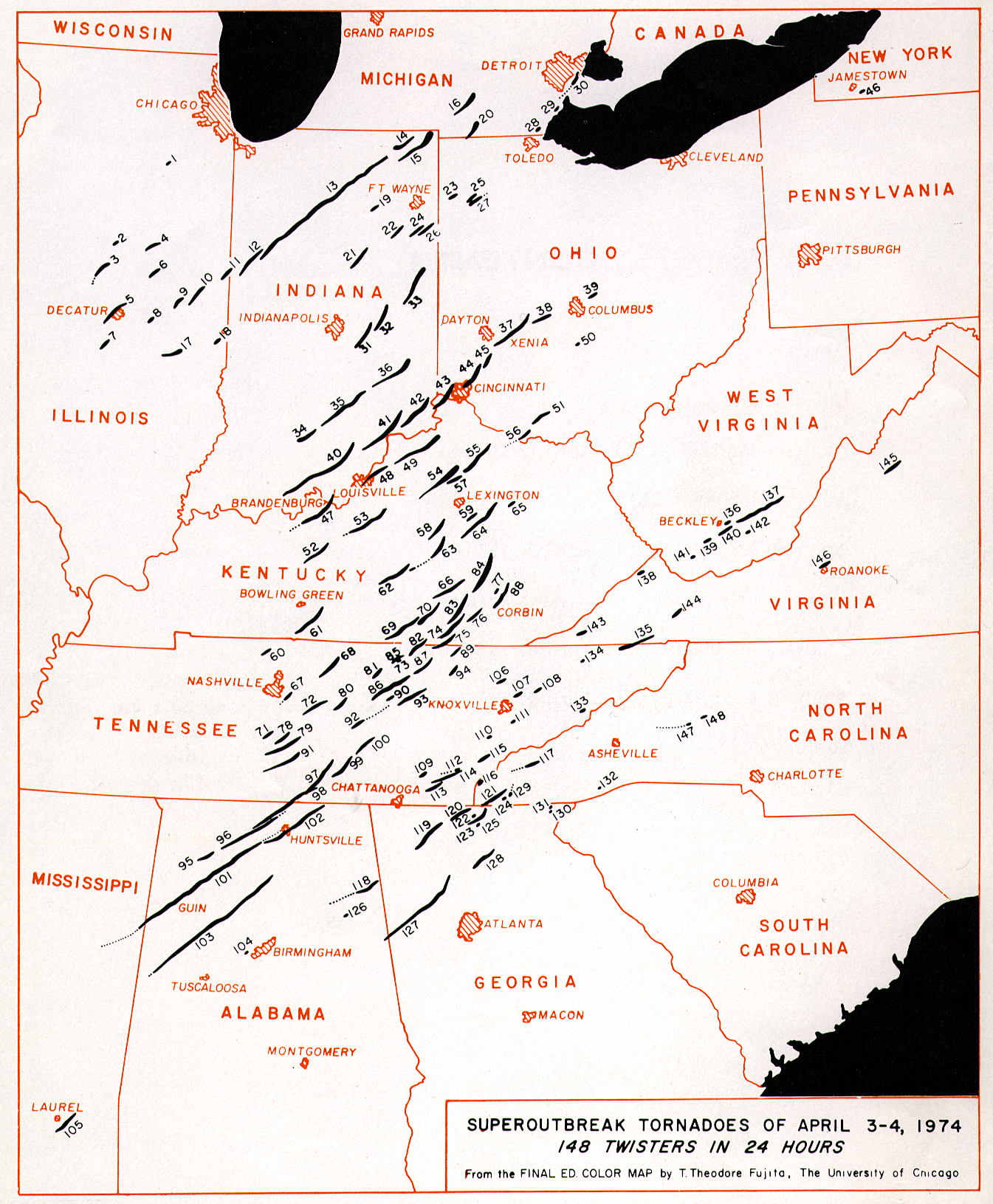
Carte montrant les trajectoires des tornades de l’éruption de tornades du Super Outbreak de 1974

La plus forte tornade rapportée dans l'histoire s'est produite lors du Tri-State Tornado. Elle est passée sur une partie du Missouri, de l'Illinois et de l'Indiana le 18 mars 1925. Tout probablement une F5, même si l'échelle de Fujita n'existait pas à l'époque, elle détient le record mondial de la plus longue trajectoire avec 325 km, de la plus longue vie avec 3,5 heures et de la plus grande vitesse de déplacement avec 117 km/h. Il s'agit également de la plus meurtrière aux États-Unis avec 695 morts et elle est encore la troisième plus coûteuse de ce pays (coût normalisé pour l'inflation).
La tornade la plus meurtrière s'est produite au Bangladesh le 26 avril 1989 dans la région de Daultipur-Salturia. Elle tua environ 1 300 personnes. La plus importante éruption de tornades s'est produite les 3 et 4 avril 1974. On a rapporté 148 tornades individuelles durant cet événement appelé le Super Outbreak. Elles ont affecté une large portion du Midwest américain et de l'extrême sud de l'Ontario au Canada sur une période de 18 heures. Un nombre record de celles-ci ont été extrêmement violentes dont six F5  et vingt-quatre F4. On a dénombré à un moment donné seize tornades touchant le sol en même temps.
À 18 h 54, un radar météorologique Doppler mobile détecta des vents de 484 km/h ± 32 km/h  à une hauteur de 32 mètres au-dessus du sol dans la tornade F5 qui frappa Moore en banlieue d'Oklahoma City durant les tornades de l'Oklahoma du 3 mai 1999 ,. Il s'agit du record de vents mesurés dans une tornade. Cependant, les vents au sol ont pu être plus faibles à cause de la friction, mais aucun anémomètre ne se trouvait sur son passage pour le confirmer.
Les forts courants ascendants et les vents jusqu'à plus de 240 km/h dans la tornade peuvent soulever et projeter les débris à grande distance : une tornade à Great Bend, Kansas, le 15 novembre 1915, détient le record. Elle a provoqué une pluie de débris à 130 km de la ville. Un sac de farine a été retrouvé à 177 km de celle-ci et un chèque de la banque Great Bend fut découvert à 491 km de là.

### Précautions à prendre en cas de tornades
Aux États-Unis, le Storm Prediction Center est chargé de faire la prévision du potentiel d'orages violents et il émet des veilles météorologiques pour prévenir les régions menacées à se tenir prêtes à réagir. Les bureaux locaux du National Weather Service vont, quant à eux, émettre des alertes météorologiques afin d'avertir les localités de l'arrivée d'orages tornadiques. Les autorités prennent alors les mesures nécessaires comme déclencher des sirènes dans les zones menacées, passer des messages d'alerte à la radio et à la télévision, ouvrir des refuges (voir alerte aux populations). Dans les régions comme le Tornado Alley, une bonne partie de la population a fait construire des abris souterrains pour cette éventualité puisque les sous-sols sont peu fréquents dans cette région.

#### Mesures suggérées par les autorités
Toutes ces mesures ont grandement restreint le nombre de décès aux États-Unis. D'autres pays ont des systèmes plus ou moins développés et le nombre de pertes humaines peut donc varier selon les ressources disponibles. Ainsi le nombre de morts au Bangladesh, 179 contre 150 aux États-Unis, est en grande partie une conséquence de l'importante densité de la population, du type de construction plus précaire, du manque de connaissance du phénomène et d'un système d'alertes non développé,.
Selon différents guides de protection, il faut prendre les précautions suivantes lorsqu'une tornade est annoncée ou repérée.
Si l'on est chez soi
Si l'on dispose d'un sous-sol, se rendre à cet endroit, et se protéger la tête et la figure. Sinon, se diriger vers la partie centrale et au rez-de-chaussée. Une penderie ou une salle de bains offrent en général un bon abri. Se protéger toujours la tête et la poitrine contre les objets qui peuvent se déplacer dans les airs.
Si l'on se trouve dans un immeuble construit en hauteur
Ne pas utiliser l'ascenseur. Se diriger vers le centre de l'immeuble, vers la cage d'escalier ou vers une salle de bains. Suivre les directives des services de sécurité de l'immeuble ou des autorités.
Si l'on est dans un véhicule
S'arrêter, sortir du véhicule et s'éloigner du couloir de la tornade en se déplaçant perpendiculairement à ce dernier. Se coucher dans une cavité ou un fossé, et se couvrir la tête et la poitrine. Ne jamais tenter de prendre une tornade de vitesse, ni d'aller dans le sens inverse au couloir. Une tornade peut repasser plusieurs fois au même endroit.
- Ne pas rester dans une maison mobile... sortir et trouver un abri ailleurs (considérer un véhicule comme une maison mobile).
- Ne pas essayer de contourner la tornade à bord de son véhicule ou à pied.
- Ne pas ouvrir les fenêtres. Ne pas rester dans une pièce vaste et ouverte ni dans un endroit où il y a beaucoup de fenêtres.

#### Abri anti-tornade

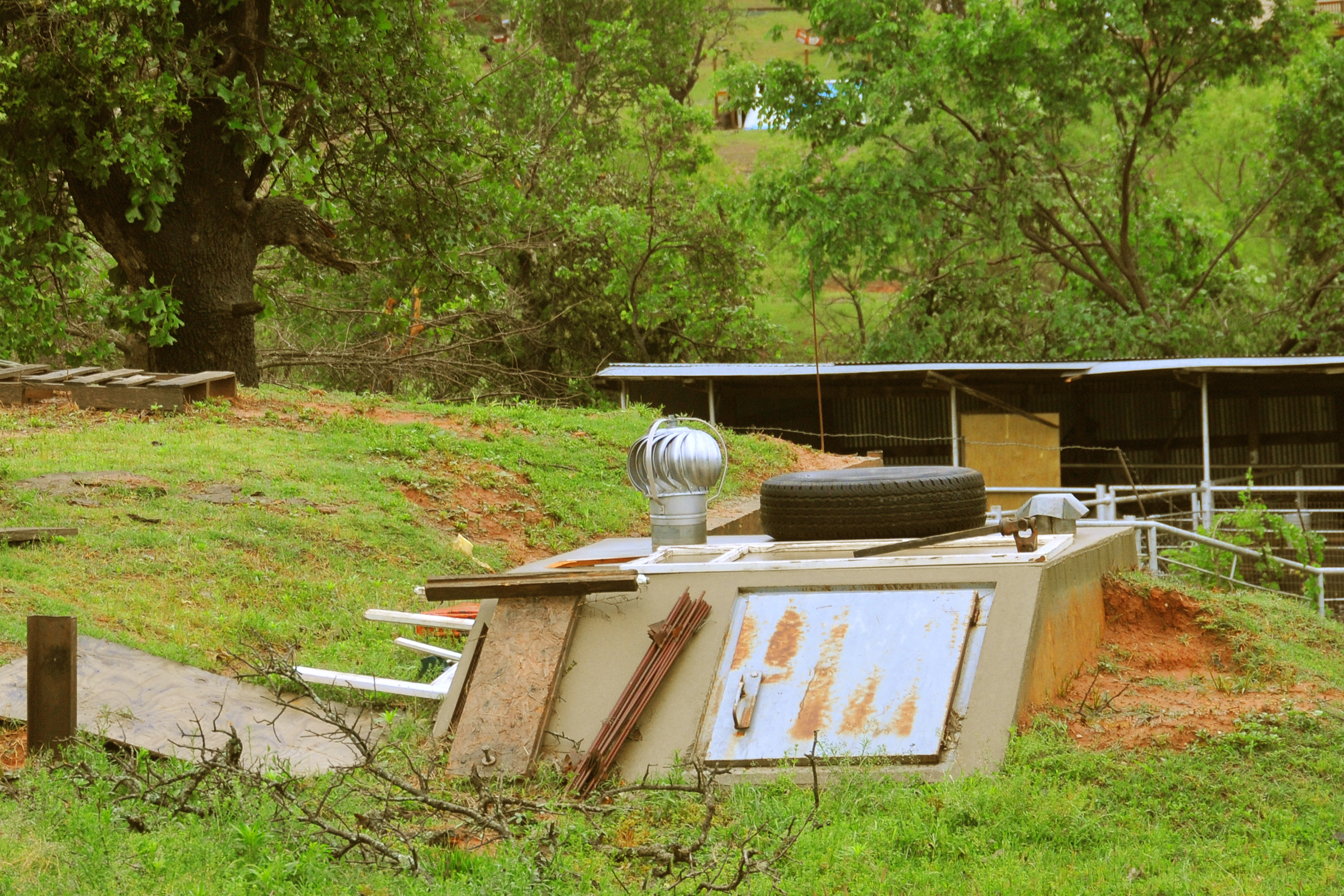
Vue de l'entrée d'un abri individuel en Oklahoma, États-Unis.

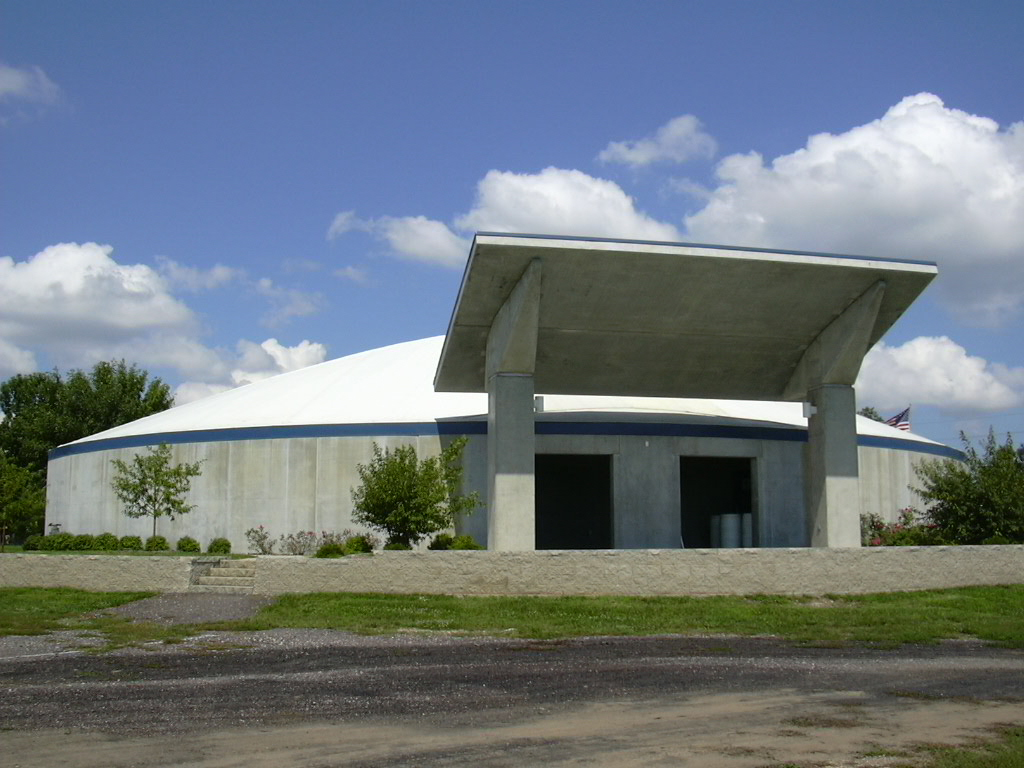
Abri collectif.

La violence des vents des tornades (parfois plus de 300 km/h) ne permet pas de construire, à un coût raisonnable, des bâtiments entiers assez solides pour résister au vent extrême et surtout aux impacts de débris. De plus, le préavis d'arrivée et le temps de passage d'une tornade sont très courts.
Ce phénomène météo étant très localisé dans le temps et l'espace, il est admis que les ouvrages soient détruits par les vents et que la sécurité et la survie des personnes soient assurées par des abris solides de dimensions restreintes. Ces derniers sont populaires dans les régions particulièrement sujettes aux tornades comme mentionné antérieurement. Il en existe de deux types :
- Abri souterrain : il s'agit essentiellement d'un caisson en béton armé, situé au sous-sol ou dans le jardin, construit en place ou préfabriqué en usine. L'abri est implanté de manière à être rapidement accessible aux occupants de la maison ;
- Chambre-forte : lorsqu'il n'est pas possible de creuser, à cause d'un sol rocheux ou d'une nappe phréatique trop haute, une garde-robe ou une pièce intérieure de la maison peut être construite en béton armé ou en bois renforcé par des tôles en acier. Cet abri est ancré aux fondations pour résister aux effets du vent.

#### Abris collectifs
Il existe quelques exemples d'abris plus importants. Ceux-ci suivent les mêmes principes mais sont destinés à des sites où peuvent se retrouver un grand nombre de personnes (camping, centre commercial, école, etc.) qui peuvent être rapidement rassemblés. L'image à droite montre un tel abri pouvant accueillir 400 personnes et qui a été construit à même le terrain de camping du Champ de foires de l'État d'Iowa à Des Moines, grâce à de l'argent provenant du Federal Emergency Management Agency des États-Unis et de l'État d'Iowa. Il a coûté 750 000 $US en 2003. En temps normal, il sert de bâtiment multifonctionnel : bureaux du camping, douches, salles de lavage et grande salle pour des activités diverses. Il prend la forme d'un dôme trapu. Ses murs en béton ont 30 cm d'épaisseur et l'auvent au-dessus de l'entrée peut affronter les vents de 402 km/h. Il a été construit à la suite d'une tornade qui a ravagé le site en juin 1998.

## Explication du phénomène

### Anatomie d'un orage violent

#### Conditions de formation

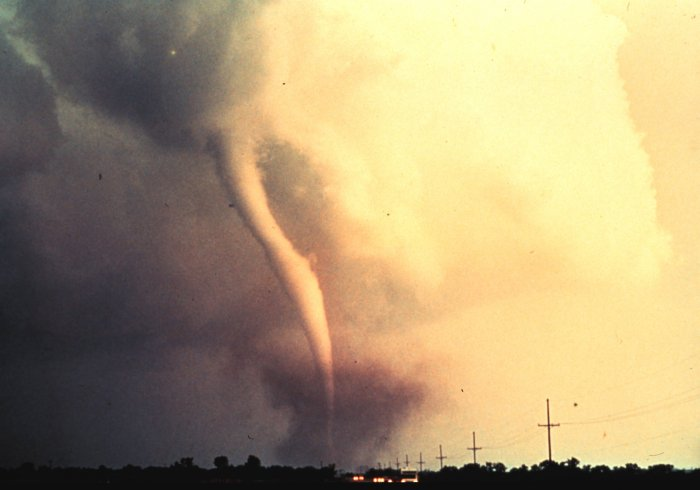
Photographie d'une tornade dont on distingue le cumulonimbus.

Trois éléments sont nécessaires à la formation d'une tornade, :
- un cisaillement des vents dans les premiers kilomètres de l'atmosphère ;
- un courant ascendant important, causé par la poussée d'Archimède dans une masse d'air instable ;
- une configuration des vents de surface qui puisse servir à concentrer la rotation verticale.

Un quatrième élément est utile mais pas toujours présent :
- un courant descendant dans les précipitations.

#### Thermodynamique
Les orages violents se forment dans une masse d'air instable où il y a disponibilité de beaucoup de chaleur et d'humidité à bas niveau et de l'air plus sec et froid en altitude. Une parcelle d'air qu'on soulève diminue de température (T) et de pression (P) avec l'altitude selon la loi des gaz parfaits ({\displaystyle PV=nRT}). Dans une atmosphère instable, elle atteint un niveau où elle devient plus chaude que l'air environnant: le « niveau de convection libre » (NCL). Elle subit alors la poussée d'Archimède et s'élève librement jusqu'à ce que sa température soit de nouveau en équilibre avec la température environnante, puis ralenti alors que la température de la parcelle devient plus froide. Ce mouvement ascendant, que l'on appelle la convection libre, est un processus libérateur d'énergie, et l'énergie potentielle (Énergie Potentielle de Convection Disponible) emmagasinée dans l'atmosphère instable se transforme en énergie cinétique de déplacement.

Diagramme thermodynamique qui montre le soulèvement d'une parcelle d'air à rapport de mélange constant depuis la surface.

Quand la parcelle s'élève, elle se refroidit jusqu'à son point de rosée, à un niveau appelé « niveau de condensation par ascension » (NCA) et la vapeur d'eau qu'elle contient commence à se condenser. Ce niveau peut être atteint avant ou après le NCL. La condensation libère une certaine quantité de chaleur, la chaleur latente, fournie à l'eau au moment de son évaporation. Il en résulte une diminution notable du taux de refroidissement de la masse d'air ascendante, ce qui augmente la poussée d'Archimède en augmentant la différence de température entre la parcelle et l'environnement.
Quelques remarques :
- La base du nuage convectif se situera au NCA alors que son sommet sera au-dessus niveau d'équilibre convectif quand l'énergie cinétique est freinée par le refroidissement du sommet par rapport à l'environnement ;
- L'énergie disponible est d'autant plus forte que le contraste entre les valeurs  de température et d'humidité de surface et celles d'altitude est grand. Il est par conséquent probable que le nombre d'orages violents augmente avec le réchauffement climatique mais pas nécessairement de façon générale. En effet, l'air des tropiques est très chaud et humide mais il n'y a pas d'orages continuels sur ces régions car c'est toute la colonne d'air qui est chaude et humide. L'instabilité n'y est donc pas aussi grande qu'on pourrait le penser. Le réchauffement planétaire pourrait surtout causer une augmentation des orages violents dans les régions nordiques.

#### Bouchon
Une atmosphère instable comporte souvent une zone d'inversion de température, c'est-à-dire une mince couche d'air où la température augmente avec l'altitude qui inhibe temporairement la convection. Une parcelle d'air s'élevant à travers cette couche sera plus froide que l'air qui l'entoure et aura tendance à être repoussée vers le bas. L'inversion est donc très stable, elle empêche tout mouvement ascendant et rétablit l'équilibre,.
Au cours de la journée, lorsque le sol est chauffé par le soleil, l'air emprisonné sous cette inversion se réchauffe encore plus et peut également devenir plus humide du fait de l'évaporation. Si ce bouchon, ou couvercle, est localement érodée par des mélanges avec la couche inférieure ou si des phénomènes à grande échelle la soulèvent en bloc, la couche de surface devenue très instable jaillit violemment à certains endroits. L'air à la surface du sol s'écoule alors horizontalement vers ces points d'éruption et y forme ensuite des nuages d'orage à forte extension verticale.

#### Déclencheurs dynamiques
Même en présence de facteurs thermodynamiques favorables, un courant ascendant n'apparaît que si l'air instable au voisinage du sol est poussé jusqu'à la convection libre. Dans le cas d'une masse d'air uniforme et sans mouvement, le réchauffement seul peut suffire, mais en général, il existe des déclencheurs qui vont permettre de concentrer l'activité orageuse, :
- Une inversion locale peut s'atténuer ou même disparaître complètement si un courant-jet d'altitude passe dans le secteur car à l'intérieur du courant-jet, des vents particulièrement intenses, soufflant à plusieurs centaines de kilomètres par heure, se déplacent dans le sens du courant en refoulant vers le bas l'air devant eux et en aspirant vers le haut l'air derrière eux. Ce phénomène d'aspiration ascendante, s'il est suffisamment fort, peut dissiper une inversion et favoriser la formation d'orages ou l'intensification des orages en cours.
- La même chose peut se produire avec un courant-jet de bas niveau mais dans ce cas, il s'agit de convergence de masse à gauche du jet qui force l'air empilé à monter comme un pot que l'on presse à sa base.
- Des effets locaux comme l'ascension forcée de l'air le long d'une pente par des phénomènes météorologiques à grande échelle ou des brises de mer qui amènent de l'air humide vers une zone instable.
- Le passage d'un front froid, où de l'air froid et dense s'avance dans une région plus chaude, se frayant un chemin sous l'air chaud en le soulevant.

En général, on repère les zones d'orages violents en analysant le potentiel thermodynamique de la masse d'air et la position où l'on obtient le maximum de déclencheurs dynamiques.

### Création de la tornade
Un orage violent fournit le courant ascendant intense et durable qui donne naissance à une tornade et qui évite que le cœur à basse pression ne se remplisse par le haut. Quand on observe le sommet d'un orage de ce type par satellite, on remarque généralement une suite caractéristique de « bulles » ascendantes, constituées de nuages qui s'élèvent entre deux et quatre kilomètres au-dessus du niveau supérieur du nuage principal avant de retomber dans la masse nuageuse. Ces bulles dénotent la présence, dans l'orage, d'un courant ascendant intense et très structuré,. Cependant, une tornade ne se forme que si l'air du courant ascendant se met à tourner : c'est ce qui arrive quand ce courant ascendant concentre le mouvement de rotation des vents horizontaux de la troposphère.

#### Rotation horizontale

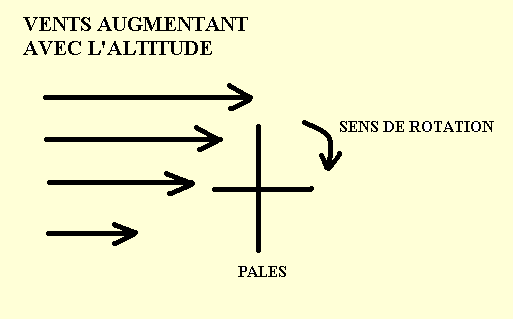
Rotation horizontale engendrée par une variation des vents selon la verticale.

Tous les vents ne font pas l'affaire. Ils doivent être soumis à un cisaillement vertical très fort en direction et en intensité. La vitesse du vent doit augmenter avec l'altitude et son orientation doit virer du sud-est vers l'ouest. Le cisaillement vertical du champ de vitesses du vent provoque un mouvement de rotation autour d'un axe horizontal,,,.
Pour comprendre pourquoi, il suffit d'imaginer une roue à palettes, d'axe horizontal, placée dans un champ de vent soufflant de gauche à droite. Si le vent qui frappe le haut de la roue est plus fort que celui qui souffle sur le bas, la roue se met à tourner dans le sens des aiguilles d'une montre. De la même manière, une masse d'air placée dans un champ de vent soumis à un cisaillement est animée d'un mouvement de rotation car le haut de la masse d'air se déplace plus vite que le bas.

#### Basculement de la rotation

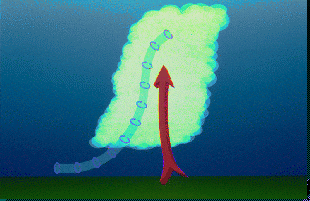
Basculement du vortex par le courant ascendant. (Source: NOAA)

Quand les vents entrent en interaction avec un fort courant ascendant, cette rotation autour d'un axe horizontal peut basculer et devenir une rotation autour d'un axe vertical,,. Le cisaillement de la direction du vent est ainsi une cause directe de la rotation verticale ; les vents qui tournent du sud-est vers l'ouest engendrent une circulation cyclonique (dans le sens inverse des aiguilles d'une montre) de l'air qui s'engouffre à la base du courant ascendant de la dépression.

#### Naissance

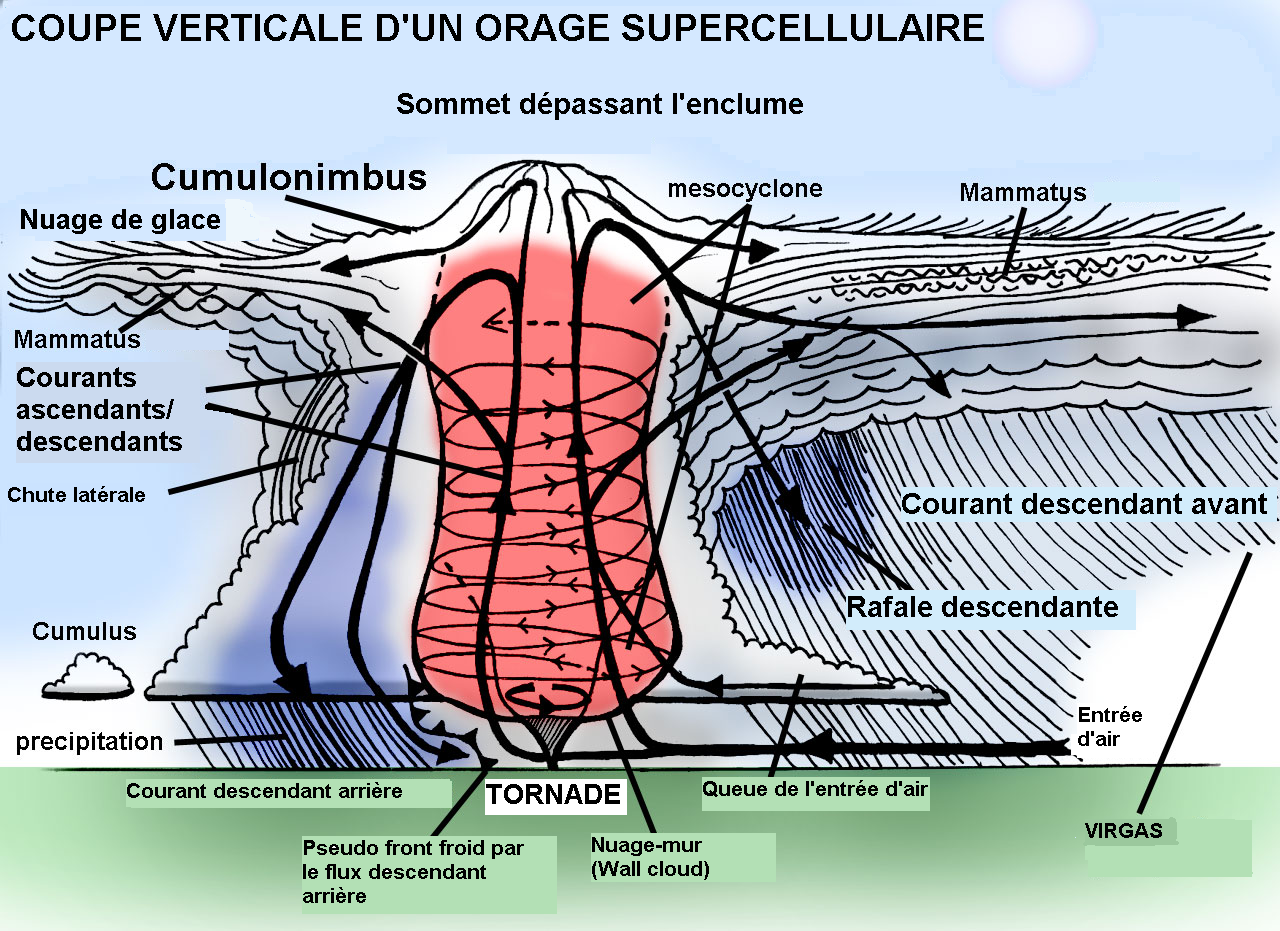
Structure d'un orage supercellulaire avec les mouvements de l'air par les flèches noires, incluant la très large circulation de mésocyclone en rouge et sous celle-ci la tornade de beaucoup plus faible diamètre. On remarque également la présence d'un nuage-mur, ou mur de nuages, sous l'orage, associé avec le courant ascendant

D'après les modèles usuels, la naissance d'une tornade à partir d'un violent orage se fait en deux étapes,, :
- Le courant ascendant de l'orage se met d'abord à tourner. Le basculement de l'axe de rotation semble être le mécanisme principal intervenant à ce stade. La colonne d'air ascendante et en rotation, qui a un diamètre de 10 à 20 kilomètres, constitue le mésocyclone (si, par la suite, il engendre une tornade, ce qui n'est généralement pas le cas, on l'appellera un vortex tornadique). Les observations par radar Doppler ont montré que le mouvement de rotation commence dans la troposphère moyenne, à des altitudes comprises entre quatre et huit kilomètres.
- Ce courant tournant se propage ensuite vers le sol par un effet de « tube dynamique ». Le long de la colonne en rotation, le champ de pression est en équilibre avec le champ de vents où la circulation est fortement incurvée. En effet, la force dirigée vers l'intérieur, qui s'exerce sur l'air du fait de la faible pression qui règne au centre de la colonne, est équilibrée par la rotation de l'air autour du centre de la colonne.

Dans ces conditions d'équilibre cyclonique, l'air circule facilement, autour et le long de l'axe du cyclone, mais il ne peut pratiquement pas s'en éloigner ou s'en approcher. Alors qu'auparavant une partie de l'air entrait dans la colonne ascendante à l'altitude des couches moyennes, maintenant, la presque totalité de l'air s'engouffre à la base du tuba. Le cyclone se comporte comme un tube dynamique. Tout se passe comme dans le tuyau d'un aspirateur, hormis le fait que l'air n'est pas canalisé par les parois d'un tuyau mais par son propre mouvement tourbillonnaire. Il en résulte une intensification du courant ascendant et, par conséquent, un renforcement des vents qui convergent sous le cyclone. Du fait du cisaillement de la direction du vent, l'air qui s'engouffre dans le courant ascendant s'élève en tournant autour du centre de la colonne.

#### Concentration
D'après une loi fondamentale de la physique, le moment cinétique d'une masse d'air par rapport à son axe de rotation vertical est conservé. Ce moment cinétique est égal au produit de la quantité de mouvement (la masse multipliée par la vitesse) par la distance à l'axe. Par conséquent, à mesure que sa distance au centre diminue, la vitesse de la masse d'air augmente. Elle se met donc à tourner plus vite de même qu'en patinage artistique, la danseuse tourne plus vite quand elle ramène les bras le long du corps.
Donc, à la base du tube dynamique, la vitesse de rotation augmente ; cela provoque un allongement du tube vers le bas, par propagation du mouvement tourbillonnaire plus intense. Les masses d'air qui entrent à la base du tube tournent et montent en gagnant de la vitesse. Elles sont ainsi étirées verticalement. Cet étirement ramène le diamètre du mésocyclone à environ deux à six kilomètres, ce qui renforce encore la vitesse des vents : le moment cinétique de l'air, qui tourne maintenant à une distance plus faible de l'axe, est conservé.

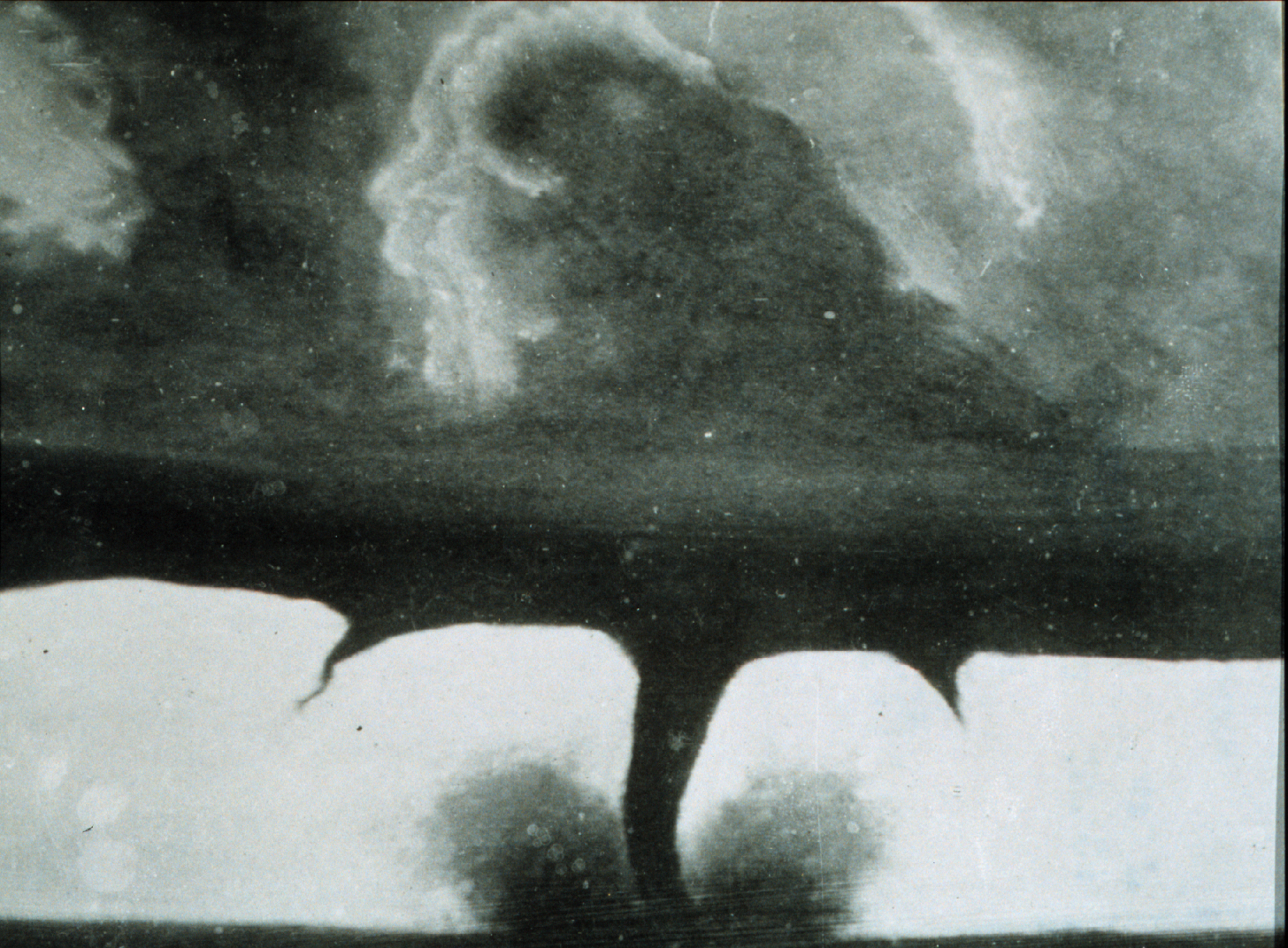
La première ou seconde plus ancienne photographie de tornade, les sources divergent à ce sujet, prise le 28 août 1884 à Howard dans le Territoire du Dakota (actuel Dakota du Sud).

Le basculement, l'effet de tube dynamique, la convergence et l'étirement vertical sont des processus qui s'entraînent mutuellement et qui peuvent, par la suite, former un mésocyclone dont le pied est à une altitude d'un kilomètre et le haut presque au sommet de l'orage à environ 15 kilomètres,. Les vents de surface soufflent à des vitesses atteignant parfois 120 kilomètres à l'heure dans toute la région située sous la colonne tourbillonnante. La rotation dans le mésocyclone est cependant encore trop diffuse et trop éloignée du sol pour engendrer des vents de surface très violents.
C'est lors de la seconde étape que de tels vents apparaissent et qu'un violent orage donne naissance à une tornade quand se forme l'œil de la tornade. Pour des raisons expliquées dans la section modélisation ci-dessous, une zone de convergence et d'étirement renforcés, d'un diamètre n'excédant pas un kilomètre, et un peu excentrée, se forme à l'intérieur du mésocyclone, en partie grâce à l'interaction avec le courant descendant de flanc arrière,. Des observations par radar Doppler suggèrent ici encore que l'intensification de la rotation commence en altitude, à plusieurs kilomètres au-dessus du sol, puis se propage très rapidement vers le bas. Sur une si petite zone, le mouvement de rotation est assez fort pour que le tuba descende jusqu'à quelques dizaines de mètres du sol,. Tout près du sol, les frottements empêchent l'établissement de l'équilibre cyclonique car ils ralentissent le mouvement de rotation.
Le gradient de pression entre le cœur de la tornade et l'atmosphère environnante aspire l'air à l'intérieur de celle-ci, à travers une fine couche d'air proche du sol. Du fait de l'inertie, le courant entrant va plus loin que son rayon d'équilibre, tout en conservant son moment cinétique et en gagnant de la vitesse quand il s'approche du centre du cœur, avant de se mettre à tourner brutalement et à monter en spirale. Par conséquent, les vents les plus violents soufflent dans une petite région en forme d'anneau à la base du vortex. Les frottements avec le sol limitent finalement la vitesse de l'air entrant à la base et empêchent donc la tornade de se remplir par le bas ce qui contribue à maintenir la dépression qui règne à l'intérieur.

#### Dissipation
Les conditions qui ont mené à la formation d'une tornade sont en équilibre instable. Le courant ascendant, le cisaillement des vents et la friction varient grandement d'un endroit à l'autre à micro-échelle. L'orage lui-même modifie ces conditions par les mouvements verticaux de l'air qu'il engendre. Lorsque l'équilibre est rompu, la tornade faiblit et se dissipe.

## Caractéristiques observationnelles d'une tornade

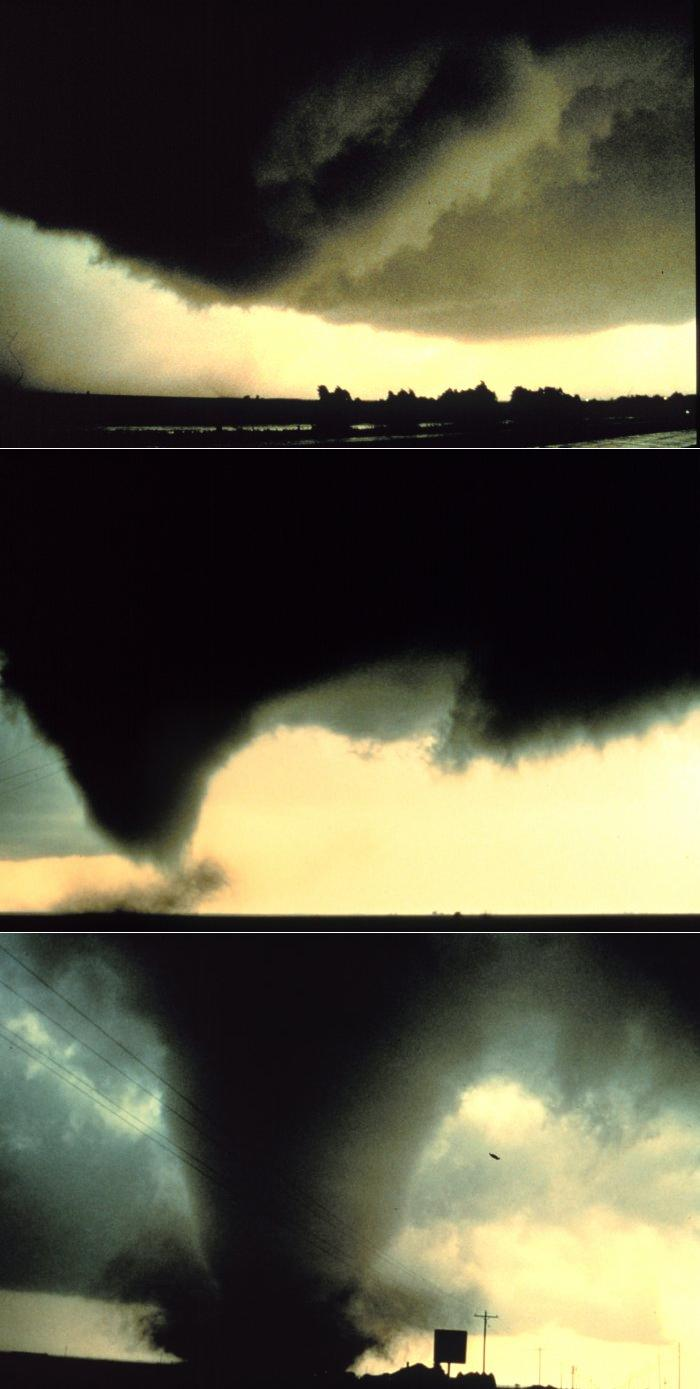
Séquence montrant la naissance d'une tornade : en haut nuage en rotation, au milieu formation de l'entonnoir et en bas la tornade touchant le sol près de Dimmitt, Texas. Il s'agit d'une des tornades violentes les mieux documentées par les expériences VORTEX.

Un orage qui produit une tornade dure en général deux à trois heures et donne le plus souvent naissance à une seule tornade dont la durée de vie est relativement courte. La majeure partie de la durée de vie de l'orage est constituée des phases d'organisation et de dissipation. La période de maturité, au cours de laquelle l'orage est susceptible de provoquer une tornade, ne dure parfois que quelques dizaines de minutes. Au cours de cette phase, l'orage se déplace et emporte avec lui une masse sans cesse renouvelée d'air humide et instable. Dans les cas les plus violents, le courant ascendant et le tourbillon à tornades qui l'accompagne atteignent un état stationnaire, et l'orage devient alors une « supercellule ». Dans certaines supercellules, l'intensité du mésocyclone croît et décroît rapidement, ce qui engendre une série de tornades. On a ainsi observé des « familles de tornades » comprenant jusqu'à huit membres disséminés sur une distance de 200 à 300 kilomètres.
À de plus rares occasions, le tourbillon reste actif pendant plusieurs heures et ne donne qu'une seule et longue tornade qui sème la désolation sur son passage. La tornade la plus destructrice que l'on ait jamais enregistrée est la « tornade des Trois États » du 18 mars 1925, qui provoqua la mort de 689 personnes, fit 1980 blessés et 11 000 sans-abris. Elle parcourut 352 kilomètres, du sud-est du Missouri au sud-ouest de l'Indiana, en passant par l'Illinois, à une vitesse oscillant entre 85 et 100 km/h.

### Entonnoirs uniques et multiples
Les vortex des tornades ont des tailles et des formes très variées. Il est délicat de tirer des conclusions sur la dynamique du cœur du vortex à partir des observations du tuba car l'aspect de celui-ci dépend non seulement de la structure du cœur, mais aussi du degré d'humidité de l'air, des propriétés du sol et d'autres facteurs, et il peut même changer au cours de la vie de la tornade. On peut néanmoins énoncer quelques propriétés générales.
Les tornades classées « faibles » selon l'échelle mise au point par Tetsuya Théodore Fujita de l'Université de Chicago (F0 et F1 avec la vitesse maximale des vents est comprise entre 65 et 180 kilomètres à l'heure) sont associées à un entonnoir nuageux unique non turbulent, souvent en forme de long cône dont le sommet est en bas et la surface lisse. Le tuba n'atteint généralement pas le sol et les vents verticaux les plus rapides soufflent le long de l'axe central. Au contraire, le vortex d'une tornade classée « forte » (pour des vitesses allant de 180 à 330 kilomètres à l'heure) est généralement turbulent et le nuage du tuba - une large colonne qui descend presque toujours jusqu'au sol - est tumultueux et bouillonnant. Dans ces tornades, les vitesses verticales les plus élevées sont atteintes dans l'anneau entourant l'axe central ; elles sont plus faibles sur l'axe central lui-même et peuvent même s'y inverser créant ainsi un courant descendant. Il existe des formes intermédiaires entre ces deux types de vortex.
La plupart des tornades classées « violentes » (plus de 330 kilomètres à l'heure) ont un aspect très différent : l'entonnoir central est parfois entouré de deux ou plusieurs vortex secondaires (tornade satellite indépendante ou tornade à vortex multiples). L'interaction entre le courant ascendant dans l'orage  et l'air descendant crée ces vortex secondaires dans un anneau cylindrique sous le mésocyclone du nuage. Ainsi à partir d'un angle d'entrée critique de l'air ambiant avec la tornade, et selon le rapport entre le rayon et la longueur de l'entonnoir, elle se divise en deux ou plus. Un courant descendant se forme là où l'entonnoir original était ce qui donne des flux convergents entre l'air au centre et l'ambiant entrant. Les vortex secondaires tournent à la fois très vite autour de leur axe hélicoïdal et autour de l'axe de la tornade originale. Il semble que les vents les plus rapides à la surface de la Terre, qui ont été mesurés jusqu'à 480 kilomètres à l'heure, soufflent à la base de ces vortex secondaires. La découverte de cette structure à vortex multiples entrelacés, au début des années 1970, est très importante car elle a permis d'expliquer les sillons cycloïdaux compliqués laissés sur le sol par les tornades les plus puissantes.
Un « œil » clair et calme a longtemps été théorisé à l'intérieur de l'entonnoir des fortes tornades. La cause de ce phénomène est dû à l'effet centrifuge de la rotation, les débris et les hydrométéores étant projetés sur la partie externe du tube. Quelques témoins de ce phénomène sont cités dans la littérature scientifique, l'un d'eux est Will Keller un fermier du Kansas qui le 22 juin 1928 a rapporté qu'une tornade est passée au-dessus de sa tête, ayant quitté le sol. Il raconta avoir vu « une ouverture circulaire de 50 à 100 pieds de diamètre dans l'entonnoir et s'étendant à environ 0,5 mille de hauteur. Le mur du tube effectuait une rotation visible grâce aux éclairs mais tout était calme au centre ». Plus récemment, des radars météorologiques mobiles ont pu documenter ce phénomène,.

### Effets soniques et sismiques

Illustration du processus produisant divers types de sons (des ultrasons aux infrasons)

Les tornades produisent des sons dans une large gamme de fréquences. Les témoins ont ainsi rapporté avoir entendu des sifflements, des sons s'apparentant au passage d'un train de marchandise, de cascades rugissantes, de moteurs à réaction ou une combinaison de plusieurs de ceux-ci. Les entonnoirs nuageux produisent aussi des sons qui sont plus aigus semblables à ceux d'un essaim d'abeilles ou à une ligne de haute tension électrique.
Ces sons sont produits par les vents en rotation dans la tornade, ainsi que les interactions avec la surface et les débris. La distance de propagation de ces sons varie avec la stabilité de l'air autour de la tornade dans la « goutte froide » et la topographie des lieux. Cependant, les sons audibles ne s'entendent généralement qu'assez près du vortex, il n'est pas un avertissement très efficace de son approche. De plus, les autres types d'orages violents qui donnent des rafales descendantes, de la grosse grêle ou de la foudre intense vont aussi en produire.
Les tornades émettent dans la gamme des infrasons. Contrairement aux sons audibles, leur signature a pu être détectée car ils se propagent très loin dans l'atmosphère. Des recherches pour l'utiliser comme indice de détection avancé d'une tornade et pour l'étude de la structure du vortex sont en cours.
Finalement, les tornades produisent une signature sismique car une tornade en contact avec le sol transfère une quantité importante d'énergie à celui-ci. Celle-ci dépend de l'intensité de la tornade et des caractéristiques de la surface. Une partie de cette énergie prend la forme d'ondes sismiques en surface et une autre à l'intérieur de la couche superficielle, mais les ondes de surface représentent le type le plus probable du signal. Sur la base de l'existence d'un tel signal, un détecteur de tornade sismique apparaît conceptuellement possible si la signature peut être distinguée des autres phénomènes violents associés avec un orage.

### Électromagnétisme, foudre et autres effets

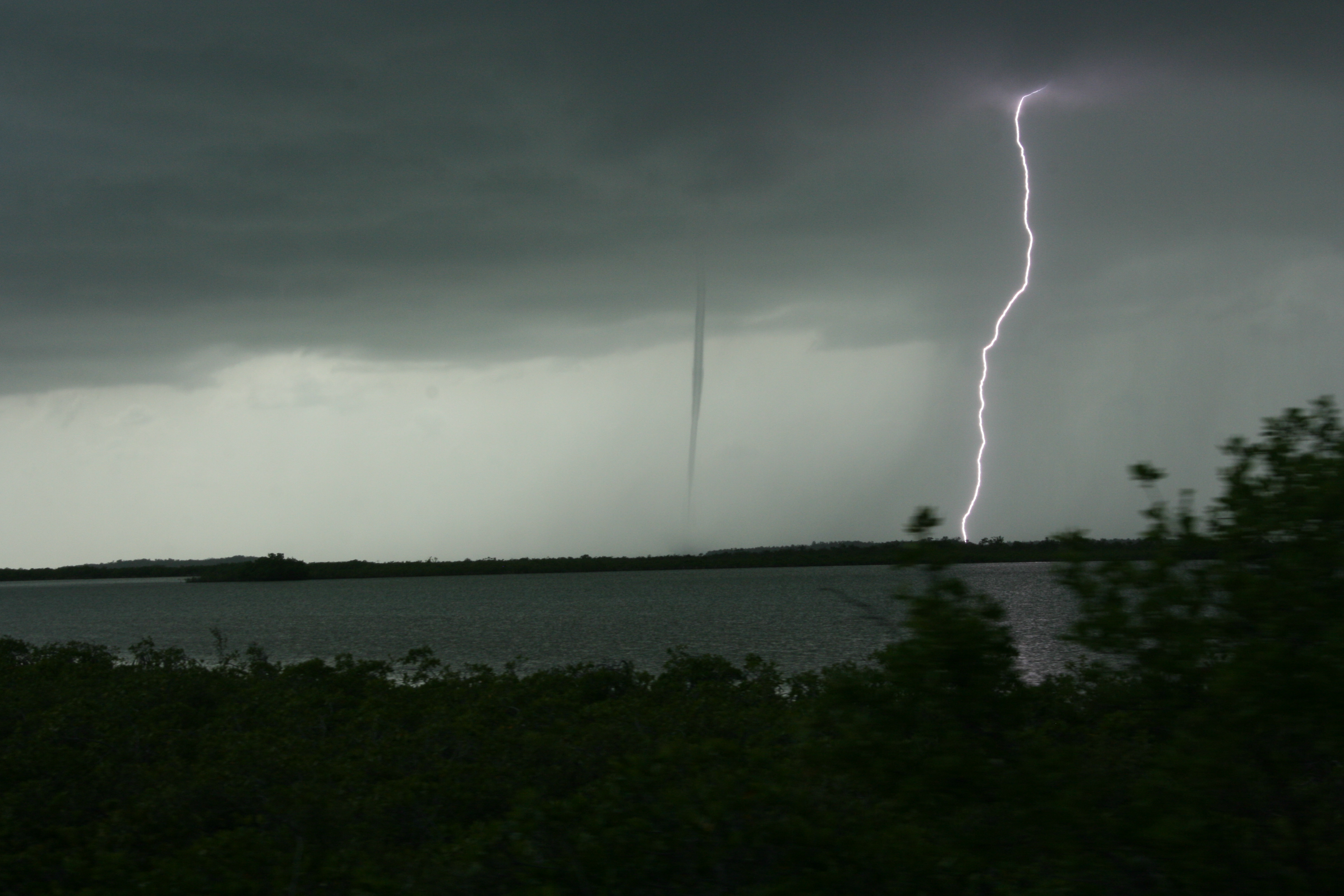
Une tornade et de la foudre dans les Keys de Floride

Les tornades émettent des ondes électromagnétiques dans le spectre radio et un champ électrique mais le mécanisme est encore peu connu. En gros, lorsque le nuage d’orage se décharge vers un point de la terre, il se produit un écoulement de fluide convergent (air + gouttelettes d’eau chargées électriquement) vers ce point. Si un tel écoulement se met à tourner spontanément dans la tornade, les charges électriques peuvent produire un effet dynamo : la densité de courant électrique hélicoïdale créée par l’écoulement tourbillonnaire donne un champ magnétique comme un solénoïde. L’interaction de ce courant avec son propre champ magnétique induit crée une force électromagnétique azimutale qui entretient le mouvement de rotation des charges,.
On observe également une corrélation entre les tendances de production de foudre par l’orage. Il n'y a pas plus d’éclairs dans un orage tornadique, parfois il n’y en a aucun, mais les chercheurs ont noté que les éclairs nuage vers sol diminuent souvent en nombre quand la tornade atteint le sol et augmente quand le tuba le quitte. Ils ont également noté un nombre anormalement grand de coups de foudre positif en augmentation. Ces effets électromagnétiques et de foudre n'ont rien à voir avec les causes de la formation des tornades mais seraient plutôt reliés à l'environnement orageux et ses variations lorsque la tornade se produit.
Des couleurs et luminosités particulières ont souvent été mentionnés par les témoins mais sont probablement dues au passage de sources extérieures de lumière à travers l'orage : éclairage de rue, explosion d'un transformateur électrique, etc. ; car aucune source interne n'a jamais été identifiée.
Finalement, les tornades sont associées avec des changements de température, d’humidité et de pression atmosphérique. Par exemple, lors d’une tornade à Manchester au Dakota du Sud le 24 juin 2003, une sonde placée dans la trajectoire a noté une diminution de pression de 100 hPa. La pression est descendue d’abord très graduellement à l'approche du vortex mais soudainement à son passage, alors que la pression minimale a atteint 850 hPa, puis aussi soudainement elle est remontée. La baisse de température et la hausse de l’humidité ont été tout aussi importantes et soudaines.

### Analyse radar des tornades

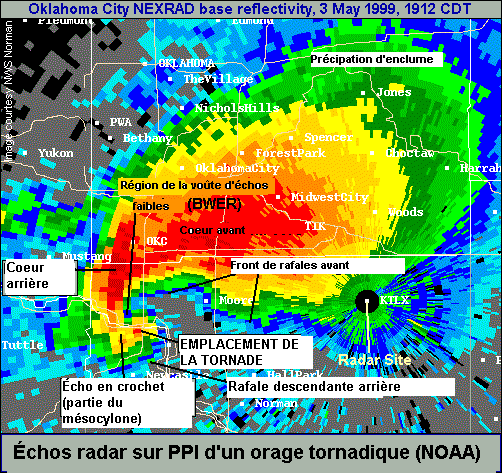
Images des échos radar montrant une coupe horizontale d'un orage tornadique. La zone en forme de crochet est celle où le vortex se situe (Hook echo en anglais), juste à gauche du secteur où il n'y a pas de précipitations (site du courant ascendant). (Source NOAA)

En 1953, Donald Staggs, un ingénieur en électricité travaillant pour le Illinois State Water Survey, est le premier à noter sur les sorties de réflectivité un écho en crochet typique associé à un orage tornadique. Avec un plus grand nombre d'angles sondés, afin d'obtenir une représentation à trois dimensions de l'orage, on a remarqué qu'à l'endroit de faire intensité à l'avant du crochet, on a une voûte d'échos faibles qui s'étend en altitude. Cette dernière correspond à l'emplacement du fort courant ascendant dans l'orage. Jusqu'à l'apparition des radars météorologiques Doppler, ces deux indices étaient les seuls que les météorologues pouvaient utiliser pour repérer les cellules orageuses pouvant produire une tornade.
En 1971, les premières mesures Doppler ont confirmé que les vents d'une structure « en crochet » tournent à une vitesse de 80 kilomètres à l'heure ou plus. Cette circulation apparaît à environ 5 000 mètres d'altitude ; puis elle engendre une rotation à plus basse altitude, qui précède toute tornade intense. C'est ce qu'on appelle un mésocyclone.
En 1973, dans l'Oklahoma, on a observé une petite anomalie dans la distribution des vitesses d'un orage au même instant et au même endroit que l'apparition d'une violente tornade. Le radar n'avait pas la résolution suffisante pour montrer la tornade, mais il a décelé les brusques changements de direction des vents et des signes précurseurs dans les nuages. Un tel tourbillon apparaît à 300 mètres d'altitude environ, 10 à 20 minutes avant de rejoindre le sol. Il s'étire alors vers le haut et vers le bas, et atteint parfois 10 000 mètres de haut.

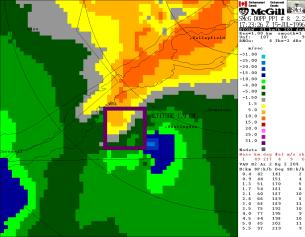
L'algorithme automatique a repéré un mésocyclone dans ces données Doppler : carré violet montrant un doublet de rotation (vert-jaune) de moins de 10 km de rayon (Source : Environnement Canada).

Notons qu'un radar météorologique opérationnel ne verra jamais la tornade proprement dite, à moins qu'elle ne soit juste à côté du dôme, car sa résolution est de l'ordre du kilomètre alors qu'une tornade a un diamètre de l'ordre de un à 100 m en général. On peut cependant s'appuyer sur cette signature mésocyclonique quand le taux de rotation est très fort (différence de plus de 70 nœuds entre les vitesses entrant vers le radar et sortantes dans la zone de rotation) pour avertir les populations menacées et leur conseiller de se mettre en lieu sûr (cave ou pièce protégée). On ne la décèle que sur des distances inférieures à 100 kilomètres (voir radar météorologique). Au-delà de cette distance, la détection de mésocyclones plus faibles peut être utilisée pour déclencher une alerte météo mais leur détection est hasardeuse car le faisceau radar balaie seulement des niveaux plus élevés de l'atmosphère.
En 1991, à l'aide d'un radar Doppler portable, on a décelé des vents de tornade qui soufflait à plus de 400 kilomètres à l'heure à proximité d'une puissante tornade. Bien que très élevées, ces vitesses sont loin des 750 à 800 kilomètres à l'heure qu'on proposait il y a 40 ans pour expliquer des observations incroyables, comme la découverte de morceaux de paille plantés dans des arbres (on suppose aujourd'hui que le vent ouvre les fibres du bois qui se referment ensuite en piégeant la paille).
Si un seul radar Doppler suffit à la prévention, l'étude des phénomènes nécessite un deuxième appareil Doppler, disposé à environ 50 kilomètres et présentant un autre angle de vue : on mesure alors la vitesse de la pluie dans deux directions différentes. En utilisant des équations de conservation de la masse de l'air et en évaluant la vitesse relative de la pluie par rapport à l'air en mouvement, les météorologues reconstruisent dans l'espace le champ de vitesses du vent et calculent des paramètres tels que la distribution des tourbillons à l'intérieur de l'orage. Ces études ont confirmé qu'une tornade naît sur le flanc de la colonne ascendante, à côté d'un courant descendant, et que l'air qui circule dans un mésocyclone s'enroule autour de la direction de son déplacement.

## Modélisation
Le phénomène est aussi vieux que le monde, mais le mot « tornade » n’entre en français qu’en 1842 depuis l’anglais. Il provient en fait de l’espagnol où il apparaît en 1663 (selon le Petit Robert). Comme ce phénomène météorologique est peu connu en Europe mais est prévalent autour du Texas et de la Floride, il y a fort à parier que l’expression vient des colonies américaines de l’Espagne.

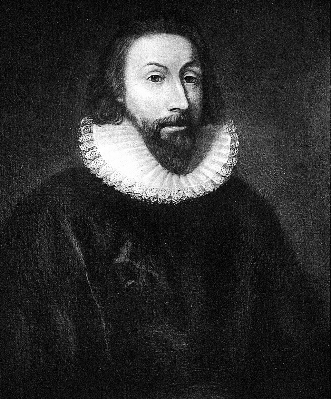
John Winthrop père

Cependant, même lorsque le mot n’est pas encore inventé, des descriptions de ce phénomène existent. Un fidèle adepte de la prise de données météorologiques, le gouverneur britannique John Winthrop (père)
, écrit dans ses notes de juillet 1643, qu’un soudain coup de vent dans le nord-est du Massachusetts et sur la côte du New Hampshire déracina des arbres, remplit l’air de poussières, souleva un édifice public de Newbury et tua un amérindien. Même si cette description pourrait être reliée à une rafale descendante ou à une ligne de grain, elle pourrait bien être le premier signalement dans l’histoire d’une tornade.
Plusieurs autres rapports de vents tourbillonnant causant des dommages sont inscrits dans les annales de la Nouvelle-Angleterre jusqu’à ce que le mot  « tornade »  soit pour la première fois utilisé par le révérend Joseph Emerson à Groton, Massachusetts en 1748 : une terrible tornade avec du tonnerre assourdissant.
La population se perd en conjecture à propos de ces « terribles tourbillons ». En juillet 1759, à la suite d’une terrible tornade passant à Leicester, Massachusetts, un descendant du gouverneur Winthrop (John Winthrop (astronome)) écrit :

« Il  me semble difficile de trouver une cause adéquate pour ce phénomène, de démontrer comment un  petit volume d’air peut être mis en rotation si rapide. Je n’oserais pas m’aventurer à émettre une hypothèse. »

Le 14 août 1773, le professeur Samuel Williams est le premier en Amérique à donner non seulement une description mais des données objectives de vents. Il écrit qu’une trombe marine s’est formée sur le fleuve côtier Merrimack, au sud de Salisbury (Massachusetts), et se transforma en tornade en touchant terre. Juste avant son apparition, de violentes rafales de vents venant du sud-ouest soufflèrent sur la région durant 4 minutes avant un changement rapide à l’ouest-nord-ouest. Deux minutes plus tard, le vent devenait calme et le ciel devint très sombre.
Les recherches en météorologie devinrent plus systématiques à partir du XIXe siècle ainsi que les travaux sur l’explication des tornades. Dans les années 1880, le Corps des ingénieurs de l’armée américaine, qui était chargé du service météorologique naissant de ce pays, organisa une équipe de 2 000 volontaires pour documenter tous les cas de tornades sur le centre et l’est des États-Unis. On en tira les patrons météorologiques de surface favorables à la génération des orages tornadiques et le Corps essaya de faire les premières prédictions. Ce ne fut pas très concluant et le National Weather Service, qui succéda au Corps, décida de ne pas mentionner jusqu’en 1938 la possibilité de ce phénomène dans ses alertes météo d’orages violents.
Avec la naissance de l’aviation, la recherche des conditions nécessaires à la formation de tornade fut remise à l’ordre du jour dans les années 1920 et 1930. Le développement du radiosondage commença à donner plus d’informations sur la structure verticale de l’atmosphère ce qui permit de reconnaître les facteurs thermodynamiques et les déclencheurs synoptiques d’altitude nécessaires au déclenchement des nuages convectifs.

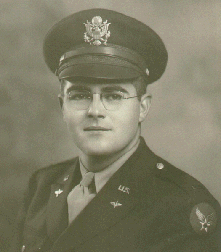
Robert C. Miller

Toutes les informations ainsi réunies ont été colligées et interprétées par des chercheurs comme A. K. Showalter et J. R. Fulks aux États-Unis. Utilisant ces travaux et leurs propres observations, les officiers météo E. J. Fawbush et R. C. Miller, de la base aérienne Tinker (Tinker Air Force Base) de la US Air Force à Oklahoma City, ont pu prédire pour la première fois avec succès l’occurrence d’une tornade sur la base le 25 mars 1948 en soirée. Ce succès fit boule de neige, Fawbush et Miller reçurent rapidement le mandat de prédire la possibilité de tornades dans tout le centre des États-Unis pour l'US Air Force. Ils furent chargés trois ans plus tard d’un centre de prévision du temps violent, le Severe Weather Warning Center (SWWC), pour toutes les bases du continent.
Ces résultats se répandant dans la population, le gouvernement créa en mars 1952 un organisme expérimental interarmes et civil (le Weather Bureau-Army-Navy ou WBAN) pour la prévision des orages violents à la population en général. Le 17, les prévisionnistes de ce centre émirent leur premier bulletin de prévision mentionnant la possibilité de tornade et le 22 mai, le WABN devint officiel sous le nom de Weather Bureau Severe Weather Unit (SWU). Ce centre changera un certain nombre de fois de nom pour être maintenant connu comme le Storm Prediction Center.
Durant les années 1950 et 1960, l’analyse des éléments était totalement faite à la main et les nouveaux éléments venant des recherches sur les tornades étaient intégrés de la même façon. Durant les années 1970, les ordinateurs ont commencé à faire leur apparition et des campagnes comme le Tornado Intercept Project ont permis de recueillir des informations in situ sur les tornades grâce à la participation des chasseurs de tornades et de scientifiques.
L'année 1978 marque un progrès important dans la compréhension des mouvements de rotations dans les orages à tornades : Robert Wilhelmson, de l'Université de l'Illinois, et Joseph B. Klemp (en), du Centre américain de recherches atmosphériques, ont obtenu dans leurs simulations informatiques des supercellules réalistes qui présentaient des zones de précipitations en forme de crochet. À des temps successifs, en tout point d'un réseau tridimensionnel représentant l'espace, leur programme calculait les variations de température, de vitesse du vent et de changement d'état de l'eau entre ses diverses formes (vapeur, gouttelettes d'un nuage et gouttes de pluie).
Dans ce monde numérique, des supercellules se forment dans un état initial homogène, ce qui réfute l'idée largement répandue selon laquelle les tornades violentes résulteraient de collisions entre masses d'air différentes. En omettant dans les équations la rotation de la Terre, R. Wilhelmson et J. Klemp ont montré que celle-ci n'avait qu'un faible effet dans les premières heures d'existence de l'orage. C'est plutôt la rotation du vent selon un axe vertical qui détermine le sens d'un tourbillon.
Keith Browning avait proposé en 1963 que la variation du vent avec l'altitude dans l'environnement habituel des supercellules engendre une rotation horizontale, comme démontré antérieurement, et que le courant ascendant change l'axe de rotation vers le haut. Dans les années 1980, les simulations confirmaient ce point en montrant comment la colonne ascendante tournait graduellement d'axe pour être verticale à mi-hauteur du nuage, mais cela n'expliquait pas comment elle pouvait se mettre à tourbillonner verticalement très près du sol,,,.
En 1985, les simulations de J. Klemp et de Richard Rotunno ont montré que la rotation à basse altitude dépend du courant descendant de la supercellule, qui contient de l'air refroidi par l'évaporation : quand cette évaporation n'a pas lieu, aucune rotation n'apparaît près du sol. Les simulations ont montré, à la surprise générale, que la rotation de basse altitude est amorcée au nord du mésocyclone, dans la masse d'air légèrement refroidie par la pluie. Alors qu'à mi-hauteur, le courant descendant s'enroule, dans le sens cyclonique, autour de la colonne ascendante, une partie de l'air froid se dirige vers le sud, avec, à sa gauche, l'air chaud pénétrant dans la supercellule et, à sa droite, de l'air encore plus froid.
L'air chaud du courant ascendant soulève le flanc gauche du courant descendant, alors que l'air froid de droite le bascule vers le sol. Ainsi commence un mouvement hélicoïdal de l'air froid autour de son axe de déplacement horizontal (par cisaillement latéral des vents). Comme cet air froid descend en même temps, son axe de rotation est dévié vers le bas comme le courant ascendant l'est vers le haut, ce qui donne une rotation anticyclonique. En 1993, la démonstration fut faite que la rotation de ce courant d'air descendant s'inverse avant qu'il n'atteigne la surface. Une circulation d'air cyclonique peut donc apparaître près du sol. Cet air froid rasant est aspiré dans la partie sud-ouest de la colonne ascendante. À mesure que l'air converge vers cette colonne, la rotation s'accélère de même qu'une patineuse tourne plus vite quand elle ramène les bras le long du corps.
Nous cernons maintenant mieux comment naissent les vents tournants dans le mésocyclone, à moyenne altitude et près du sol mais il restait à montrer pourquoi les tornades, qui ont un diamètre beaucoup plus petit, se forment. L'explication la plus simple est qu'elles résultent des frottements sur le sol. Cette explication semble paradoxale, puisque les frottements ralentissent généralement les vents. Toutefois un tel effet est connu dans une tasse de thé que l'on remue. Dans le liquide en rotation, un équilibre s'instaure entre la force centrifuge et la force de pression due à la dépression créée au centre. Au fond de la tasse, le frottement réduit les vitesses, et donc la force centrifuge. Au fond de la tasse, le liquide se déplace alors vers le centre, comme l'attestent les feuilles de thé qui se rassemblent sur le fond et au centre de la tasse. Cependant, en raison de cette convergence et de « l'effet patineuse », la rotation du liquide s'accélère : un tourbillon apparaît le long de l'axe de la tasse. Stephen Lewellen, de l'Université de Virginie, en déduit que, dans une tornade, les vents les plus rapides soufflent dans les 300 premiers mètres au-dessus du sol.
Avec les frottements, on explique également la longévité des tourbillons. Une tornade crée un vide partiel en son cœur, car les forces centrifuges empêchent l'air d'y pénétrer. En 1969, l'Australien Bruce Morton a expliqué comment le vide se maintient : des forces d'Archimède intenses empêchent l'air de pénétrer par le haut. Près du sol, le frottement réduit la vitesse tangentielle de l'air, de même que les forces centrifuges, ce qui autorise l'arrivée d'un courant d'air dans le cœur. Cependant le frottement limite également cette alimentation et ne laisse pas passer assez d'air pour remplir le cœur. De cette manière, les tornades s'intensifient et se stabilisent, surtout lorsqu'elles entrent en contact franc avec le sol : l'alimentation se réduit à une mince couche d'air.
La théorie des frottements n'explique toutefois pas pourquoi le tourbillon qui constitue la signature des tornades apparaît en altitude, dans les nuages, et précède parfois de 10 à 20 minutes le contact d'une tornade avec le sol.

## Tornades non classiques et autres phénomènes violents
Les supercellules et autres orages violents ne sont pas les seuls qui puissent donner des tornades. Des nuages de plus faible intensité tels des cumulus bourgeonnants ou même parfois des cumulus peuvent produire de très faibles tornades de types trombes terrestres et gustnado.
D'autre part, on entend souvent le terme mini-tornade dans les médias. Il ne veut rien dire par lui-même et il est appliqué comme un terme fourre-tout pour désigner un coup de vent qui peut ou non être associé à une tornade. Plusieurs phénomènes énumérés ci-dessous sont souvent décrits comme des mini-tornades au même titre qu'une tornade de faible envergure à cause des dégâts engendrés. Il faut donc réitérer qu'une tornade est associée à un nuage en entonnoir atteignant le sol et qui donne un patron caractéristique de débris. Tout dégât par le vent qui ne peut être relié à ce phénomène ne peut être qualifié de tornade.

### Tornades et cyclones tropicaux
Bien que les conditions de faible cisaillement des vents dans la verticale ne soient généralement pas favorables à la génération de tornades lorsque les cyclones tropicaux sont en mer, ils en donnent souvent une fois que le système touche terre. En effet, la friction du terrain augmente le cisaillement dans le premier kilomètre ce qui va créer le tourbillon horizontal nécessaire. Le courant ascendant dans les orages du cyclone va faire le reste. De plus, l'air plus sec des niveaux moyens de l'atmosphère aux latitudes plus nordiques peut entrer dans les cumulonimbus et générer un courant descendant qui va accentuer le tourbillon,.
Le lieu le plus favorable à la formation de ces tornades se situe à une courte distance du point d'entrée sur la terre ferme. Elles se rencontrent surtout à la bordure externe du cyclone, là où la friction exerce le plus fort changement de direction du vent au sol et donc le plus fort cisaillement avec les niveaux supérieurs. On peut même généralement les limiter au quadrant nord à nord-est dans l'hémisphère nord, car c'est dans là que la circulation cyclonique entre sur les terres. Si le cyclone retourne en mer, il peut produire un épisode à chaque réentrée.
En général, ces tornades sont d'intensité plus faible que celles venant de supercellules, car le mésocyclone dans ces orages ne peut s'étendre très loin au-dessus du sol. De plus, il a tendance à rester dans un angle plus aigu avec le sol ce qui donne une plus faible composante de rotation verticale au tourbillon. Finalement, il est rare que ces tornades suivent une trajectoire qui les ramènent vers l'océan, à cause de la direction générale des vents, mais il existe certains cas documentés comme celui de l'ouragan Danny en 1997.

### Trombes terrestres

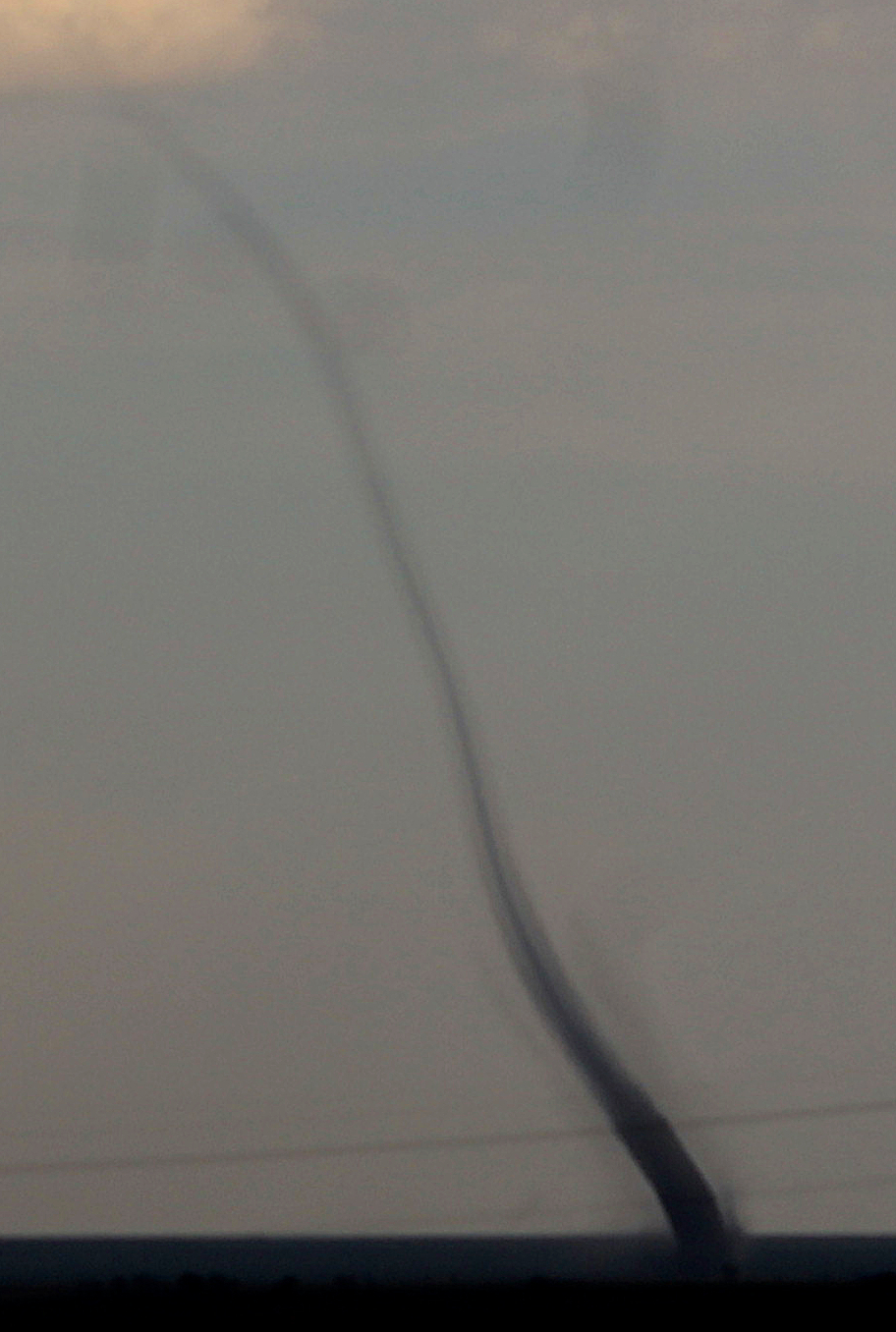
Une trombe terrestre au Colorado.

L'American Meteorological Society définit une « trombe terrestre » (par référence à la trombe marine) ou landspout (de l'anglais land pour « terre » et spout pour « trombe ») comme une tornade prenant naissance d'un tourbillon existant dans la couche sous un orage, sans qu'un mésocyclone ne soit présent en altitude. Ces tornades de faible intensité se forment dans une région où le changement des vents selon la verticale ne comportent pas nécessairement un changement de direction ni une différence de vitesse importante. De plus, il n'y a généralement que peu de forçage dynamique : pas de front, de courant-jet, etc.
Lorsqu'une zone de convergence locale crée une faible rotation verticale, cette rotation peut être étirée par le passage d'un cumulonimbus en développement ou d'un gros cumulus bourgeonnant. Ceci donne une rotation intense à très fine échelle appelée micro-échelle (2 km ou moins) sous le nuage. Les trombes terrestres sont de faible intensité (F0 à F2) et se produisent souvent le long de la zone de convergence des brises de mer, des brises de lac ou le long du pied de montagnes. La tornade va avoir l'aspect d'un tube translucide ovale et durera en général moins de 15 minutes.
Elles ont été étudiées en particulier en Floride et au Colorado où ce genre de convergence est commun. On y a remarqué que ces tornades se déplacent le long de la ligne de convergence plutôt qu'avec le vent moyen dans la basse atmosphère. Les trombes terrestres peuvent même se déplacer contre ce vent moyen.

### Gustnado

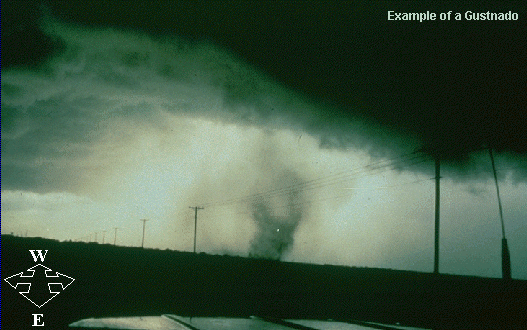
Une tornade de front de rafales ou gustnado dans le Wisconsin le 4 octobre 2002

L'American Meteorological Society définit un gustnado (de l'anglais gust pour rafale et [tor]nado pour tornade) comme une tornade faible et de courte durée que l'on trouve le long d'un front de rafales provenant d'un orage mais pas directement relié à celui-ci. Elle prend généralement l'apparence d'un vortex de débris et de poussières. Le terme pourrait être traduit comme tornade de rafale ou front de rafales tornadique.
Ce genre de phénomène se produit lorsque les fronts de rafale venant de différentes cellules orageuses se rencontrent sous un cumulus bourgeonnant ou un cumulus. Le gustnado peut même apparaitre en l'absence de nuage, du moment qu'il y a convection au lieu de rencontre des rafales. Ces tornades ne durent que quelques instants et ne causent généralement que peu de dommages. Elles sont apparentées aux tourbillons de poussière.

### Rafales descendantes
On confond souvent les rafales descendantes et les tornades en raison de la similitude de leurs dégâts. Les vents qui accompagnent une rafale descendante touchent une région qui peut être limitée ou en corridor comme une tornade, cependant les caractéristiques d’une rafale descendante diffèrent de celles d’une tornade. La rafale descendante se caractérise par le fait que de l’air qui n’est pas en rotation se précipite vers la surface de la terre soufflant les obstacles comme on souffle sur un château de cartes, alors qu’une tornade est formée par de l’air en rotation et en ascension.

### Tourbillons

Recréation d'une tornade de feu lors d'un spectacle

Par ailleurs, le terme tornade est souvent appliqué par abus de langage à divers tourbillons atmosphériques de même échelle, comme les tourbillons de flammes  dans les grands incendies et les tourbillons de poussière communs dans les régions désertiques ou semi-arides. Ces phénomènes ne sont associés avec aucun nuage ce qui les distingue des tornades et en plus, les conditions favorables à leur formation diffèrent de celles des tornades. Il existe aussi des tourbillons de neige.

## Tornades et société

### Mythes à propos des tornades
Le concept de tornade est le sujet de plusieurs mythes populaires résultant de croyances incorrectes qui peuvent être attribuées à de nombreux facteurs dont des racontars, des histoires folkloriques ou des reportages par des personnes qui ne connaissent pas la physique des tornades. Le sensationnalisme rencontré dans les médias et la présentation d'informations erronées dans les divertissements populaires comme les films sont aussi d'autres sources. Les mythes communs couvrent divers aspects de la tornade et incluent des idées sur les mesures à prendre, la minimisation des dommages causés et de fausses hypothèses sur la taille, la forme, la puissance et la trajectoire du phénomène.
Par exemple, une croyance populaire veut que l'ouverture des fenêtres avant une tornade réduira les dommages causés par la tempête en équilibrant la pression, ce qui est faux. Bien que rester dans un véhicule soit très dangereux, car il pourrait être facilement projeté par le vent, le quitter pourrait en fait augmenter le danger s'il n'y a pas de meilleur abri disponible. D'autres mythes sont que les tornades peuvent sauter des maisons, voyagent toujours dans une direction prévisible, s'étendent toujours visiblement du sol au nuage, et augmentent en intensité en proportion avec leur largeur. Enfin, certaines personnes croient que les tornades ne se produisent qu'en Amérique du Nord, qu'elles ne se produisent pas en hiver, qu'elles sont attirées par les parcs de maisons mobiles ou que certaines régions sont protégées des tornades par les rivières, les montagnes, les vallées, les grands immeubles ou d'autres éléments. La vérité est que les tornades peuvent se produire presque n'importe où à n'importe quel moment si les conditions sont propices. Certaines zones géographiques sont simplement plus sujettes à ces conditions que d'autres.

### Politique
À cause de ses effets dévastateurs, le mot tornade a souvent été utilisé pour représenter le passage d'un désastre ou un nettoyage complet tant dans la vie réelle que comme métaphore. Par exemple, lors d'une élection qui voit un parti politique être rayé de la scène, les commentateurs parlent du passage d'une tornade.
Dans le film Le Magicien d'Oz, une tornade amène Dorothy en Utopie et celle-ci tue la sorcière de l'est, libérant les Munchkins. Ceci est vu par certains commentateurs comme une métaphore pour un changement politique drastique nécessaire aux États-Unis.

### Vie commerciale
La tornade a été utilisée dans plusieurs campagnes publicitaires pour représenter une vente de débarras (tout doit être vendu), des rabais incroyables (les prix s'envolent), etc. Mais la plus longue et fameuse utilisation est celle du détergent  Ajax qui avait comme slogan durant les années 1960 : « La tornade blanche » au Québec et « Cleans like a white tornado » dans le reste de l'Amérique du Nord.

### Psychanalyse
Les tornades en analyse des rêves sont associés à la peur, le chaos, le changement radical perçu ou anticipé par le rêveur.

### Film, télévision, art, musique
Plusieurs films et romans ont comme trame de fond le passage d'une tornade ou comportent des scènes avec des tornades. Mentionnons :
- Le Magicien d'Oz (The Wonderful Wizard of Oz) est un roman de Lyman Frank Baum paru en 1900 ;
- Le Magicien d'Oz est une série de bandes dessinées à partir du roman ;
- Le Sorcier d'Oz (The Wizard of Oz) est un film adapté et réalisé par Larry Semon en 1925 à partir du roman ;
- Le Magicien d'Oz (The Wizard of Oz) est le film très populaire tiré du roman par Victor Fleming et qui a gagné deux Oscars en 1939 : Meilleure chanson originale pour Over the Rainbow et Meilleure musique de film. Il fut également en nomination pour Meilleur film, Meilleure cinématographie couleur, Meilleure décoration intérieure et Meilleurs effets spéciaux mais il avait comme compétiteur le film Autant en emporte le vent ;
- Mr and Mrs Bridge, 1990 ;
- La Nuit du cyclone (Night of the Twisters)[102], série télé américaine de 1996 ;
- Tornado! (série télé américaine)], 1996 ;
- Twister, 1996 ;
- Atomic Twister (en), 2001 ;
- Le Jour d'après (The Day After Tomorrow), 2004 ;
- Chaos sur la planète épisode Super Tornade en 2006 ;
- Cyclone Catégorie 7 : Tempête mondiale, 2005 ;
- Tornade, personnage de bande-dessinées, membre des X-Men qui a le pouvoir de produire des phénomènes atmosphériques, dont des tornades ;
- Tornado of Souls (en) (La Tornade d'âmes) est une chanson du groupe de heavy metal Megadeth, sortie sur l'album Rust in Peace ;
- Desperate Housewives, 2007 : passage d'une tornade ravageant Wisteria Lane dans l'épisode 9, saison 4 de cette série américaine ;
- Smallville, 2002 : passage d'une tornade dans le premier épisode de la saison 2 nommé Saison 2 de Smallville#Épisode 1 : Dans l'œil du cyclone ;
- Man of Steel, 2013 : Clark Kent, futur Superman, est pris avec ses parents dans une tornade et son père adoptif est emporté ;
- Black Storm, 2014 ;
- Supergirl : saison 1 épisode 6 : Supergirl affronte Red Tornado, un androïde ayant la capacité d'invoquer des tornades ;
- Once Upon a Time : dans le premier épisode de la saison 5, Regina invoque une tornade pour transporter les habitants de Storybrooke dans la Forêt Enchantée ;
- Twisters, 2024, est une nouvelle version du film Twister de 1996

### Chasseurs d'orages

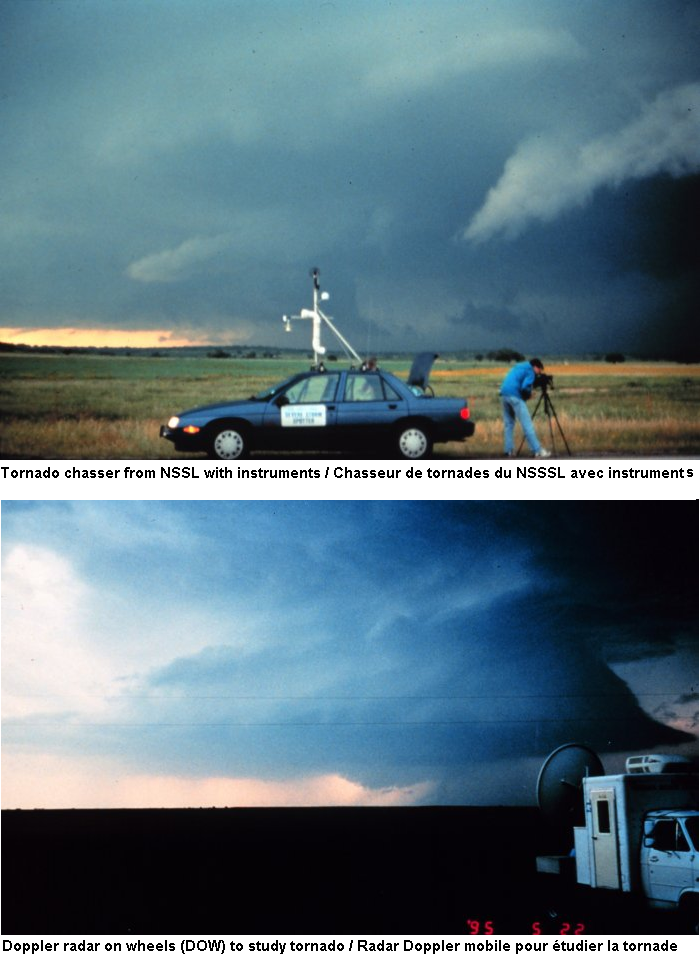
Chasseurs de tornades du NSSL avec instruments, dont un radar Doppler mobile (image du bas), dans le cadre du projet VORTEX en 1994-95

Il existe des chasseurs de tornades dans plusieurs pays. Cependant, ce mouvement vient des Grandes Plaines américaines où il est encore le plus important. Le premier chasseur reconnu est Roger Jensen (1933–2001), un résident de Fargo (Dakota du Nord) qui a suivi des orages dans la région de  Lake Park (Minnesota) en 1951,. Les pionniers dans ce domaine ont donné de précieuses indications aux chercheurs en météorologie.
En 1972, l'université de l'Oklahoma et le National Severe Storms Laboratory commencèrent le projet Tornado Intercept Project. C'était le premier déploiement coordonné et à grande échelle pour obtenir des informations in situ sur les tornades. Ce projet créa un vaste groupe de chasseurs de tornades qui continua ses activités ensuite et publia le magazine Stormtrack. Par la suite, différents instruments, dont des radars météorologiques portatifs, ont été déployés lors de ces chasses.
Le phénomène prenant de l'ampleur, à cause de la couverture médiatique des tornades et de l'Internet, de nombreux néophytes se sont mis, dans les années 1990, à chasser  les orages juste pour la recherche de sensations fortes. Des voyagistes proposent maintenant des chasses de tornades, suivant le modèle des organisations de safari-photo en Afrique. Tout ceci amène un engorgement dangereux des routes et des chemins lors d'événements orageux dans le Midwest et les vrais chercheurs ne représentent plus qu'un faible pourcentage.

### Généralités
- (fr) « Chasseurs de tornades », dans National Geographic France, no 55, avril 2004
- (fr) Article « tornades et trombes », dans l'Encyclopædia Universalis, corpus 22, 2002, pages 849 à 853.
- (fr) « Les Tornades », dans Pour la science, no 80, 1984, pages 80–91.

### Histoire et climatologie
- (en) Harold E. Brooks, Charles A. Doswell III et M. P. Kay, « Climatological estimates of local daily tornado probability for the United States », Wea. Forecasting, vol. 18, no 4,‎ août 2003, p. 626–640 (DOI 10.1175/1520-0434(2003)018<0626:CEOLDT>2.0.CO;2, lire en ligne [PDF], consulté le 29 octobre 2022).
- (en) P. R. Concannon, H.E. Brooks et C. A. Doswell III, « Climatological risk of strong and violent tornadoes in the United States », Preprints, 2nd Conf. Environ. Applications, Long Beach (Californie), CA., American Meteorological Society,‎ 2000 (lire en ligne, consulté le 29 octobre 2022).
- (en) T. T Fujita, Université de Chicago, U.S. Tornadoes, Part I : 70-year statistics, vol. 218, NASA, coll. « Satellite and Meteorology Research Paper », 1987, 133 p. (présentation en ligne, lire en ligne [PDF]).
- (en) David M. Ludlum, Early American Tornadoes 1586-1870, American Meteorological Society, 1970, 219 p. (ISBN 0933876327 et 978-0933876323).
- (en) J. T. Schaefer et C. Marzban, « Tornadoes in the United States as related to the tropical Pacific sea surface temperature », Preprints 20th Conf. Severe Local Storms, Orlando (Floride),‎ 13 septembre 2000 (résumé, lire en ligne, consulté le 29 octobre 2022).
- (en) J. T. Schaefer et F. B. Tatom, « The Relationship between El Niño, La Niña and United States Tornado Activity », Preprints, 19th Conf. Severe Local Storms, Minneapolis MN,‎ 1998, p. 416-419 (lire en ligne, consulté le 29 octobre 2022).
- (en) S. J. Weiss, « Some climatological aspects of forecasting tornadoes associated with tropical cyclones », Preprints, 17th Conf. Hurricanes and Tropical Meteor., Miami, American Meteorological Society,‎ 1987, p. 160-163.

### Structure des supercellulaires et de leur tornades
- (en) N. T. Atkins,, M. L. Weisman et L. J. Wicker, « The influence of preexisting boundaries on supercell evolution », Monthly Weather Review, vol. 127, no 12,‎ décembre 1999, p. 2910-2927 (DOI 10.1175/1520-0493(1999)127<2910:TIOPBO>2.0.CO;2, lire en ligne).
- (en) H. E. Brooks, C. A. Doswell III et J. Cooper, « On the environments of tornadic and non-tornadic mesocyclones », Wea. Forecasting, vol. 9, no 4,‎ décembre 1994, p. 606-618 (DOI 10.1175/1520-0434(1994)009<0606:OTEOTA>2.0.CO;2, lire en ligne [PDF], consulté le 29 octobre 2022).
- (en) L. R. Lemon et C. A. Doswell III, « Severe thunderstorm evolution and mesocyclone structure as related to tornadogenesis », Monthly Weather Review, vol. 107, no 9,‎ septembre 1979, p. 1184-1197 (DOI 10.1175/1520-0493(1979)107<1184:STEAMS>2.0.CO;2, lire en ligne [PDF]).

### Prévisions des supercellulaires et des tornades
- (en) D. W. Burgess, R. J. Donaldson Jr. et P. R. Desrochers, The Tornado : Its Structure, Dynamics, Prediction, and Hazards, vol. 79, Amer. Geophys. Union, coll. « Geophysical Monograph », 1993 (DOI 10.1029/GM079p0203), « Tornado detection and warning by radar. », p. 203–221.
- (en) J. M. Davies, « Estimations of CIN and LFC associated with tornadic and nontornadic supercells », Wea. Forecasting, vol. 19, no 4,‎ août 2004, p. 714-726 (DOI 10.1175/1520-0434(2004)019<0714:EOCALA>2.0.CO;2, lire en ligne [PDF], consulté le 30 octobre 2022).
- (en) J. M. Davies et R. H. Johns, The Tornado : Its Structure, Dynamics, Prediction, and Hazards, Geophysical Monograph, vol. 79, Amer. Geophys. Union, 1993 (DOI 10.1029/GM079p0573), « Some wind and instability parameters associated with strong and violent tornadoes. Part I: Helicity and mean shear magnitudes. », p. 573-582.
- (en) J. M. Davies, R. H. Johns et P. W. Leftwich, The Tornado : Its Structure, Dynamics, Prediction, and Hazards, Geophysical Monograph, vol. 79, Amer. Geophys. Union, 1993 (DOI 10.1029/GM079p0583, lire en ligne [PDF]), « Some wind and instability parameters associated with strong and violent tornadoes. Part II: Variations in the combinations of wind and instability parameters. », p. 583–590.
- (en) C. A. Doswell III, D. V. Baker et C. A. Liles, « Recognition of negative factors for severe weather potential: A case study », Wea. Forecasting, vol. 17, no 5,‎ octobre 2002, p. 937–954 (DOI 10.1175/1520-0434(2002)017<0937:RONMFF>2.0.CO;2, lire en ligne [PDF]).
- (en) C. A. Doswell III, S. J. Weiss et R. H. Johns, The Tornado : Its Structure, Dynamics, Prediction, and Hazards, vol. 79, Amer. Geophys. Union, coll. « Geophysical Monograph », 1993 (DOI 10.1029/GM079p0557), « Tornado forecasting: A review. », p. 557-571.

### Tornades dans les cyclones tropicaux
- (en) L. Curtis, « Midlevel dry intrusions as a factor in tornado outbreaks associated with landfalling tropical cyclones from the Atlantic and Gulf of Mexico », Wea. Forecasting, vol. 19, no 2,‎ avril 2004, p. 411-427 (DOI 10.1175/1520-0434(2004)019<0411:MDIAAF>2.0.CO;2, lire en ligne [PDF]).
- (en) R. Edwards, « Tornado production by exiting tropical cyclones. », Preprints, 23rd Conf. Hurricanes and Tropical Meteor., Dallas, AMS,‎ 1998, p. 160-163 (résumé, lire en ligne).
- (en) R. C. Gentry, « Genesis of tornadoes associated with hurricanes », Monthly Weather Review, vol. 111, no 9,‎ septembre 1983, p. 1793-1805 (DOI 10.1175/1520-0493(1983)111<1793:GOTAWH>2.0.CO;2, lire en ligne [PDF]).

### Tornades non supercellulaires
- [Tornades non supercellulaires] (en) J.W. Wilson et R.M. Wakimoto, « Non-supercell tornadoes », Monthly Weather Review, vol. 117, no 6,‎ 1989, p. 1113-1140 (DOI 10.1175/1520-0493(1989)117%3C1113:NST%3E2.0.CO;2, lire en ligne [PDF])